# Bambusoideae
Bambusoideae Luerss., 1893 è una sottofamiglia di piante spermatofite monocotiledoni appartenente alla famiglia delle Poacee (o Graminaceae).

## Etimologia
Il nome della sottofamiglia deriva dal suo genere tipo Bambusa Schreb., 1789 la cui etimologia fa riferimento ad un nome vernacolare malese.
Il nome scientifico di questo gruppo è stato definito dal botanico tedesco Christian Luerssen (Brema, 6 maggio 1843 – Charlottenburg, 28 giugno 1916) nella pubblicazione "Grundzüge der Botanik. Leipzig (Grundz. Bot.  ed. 5, 451. 1893)" del 1893.

## Descrizione

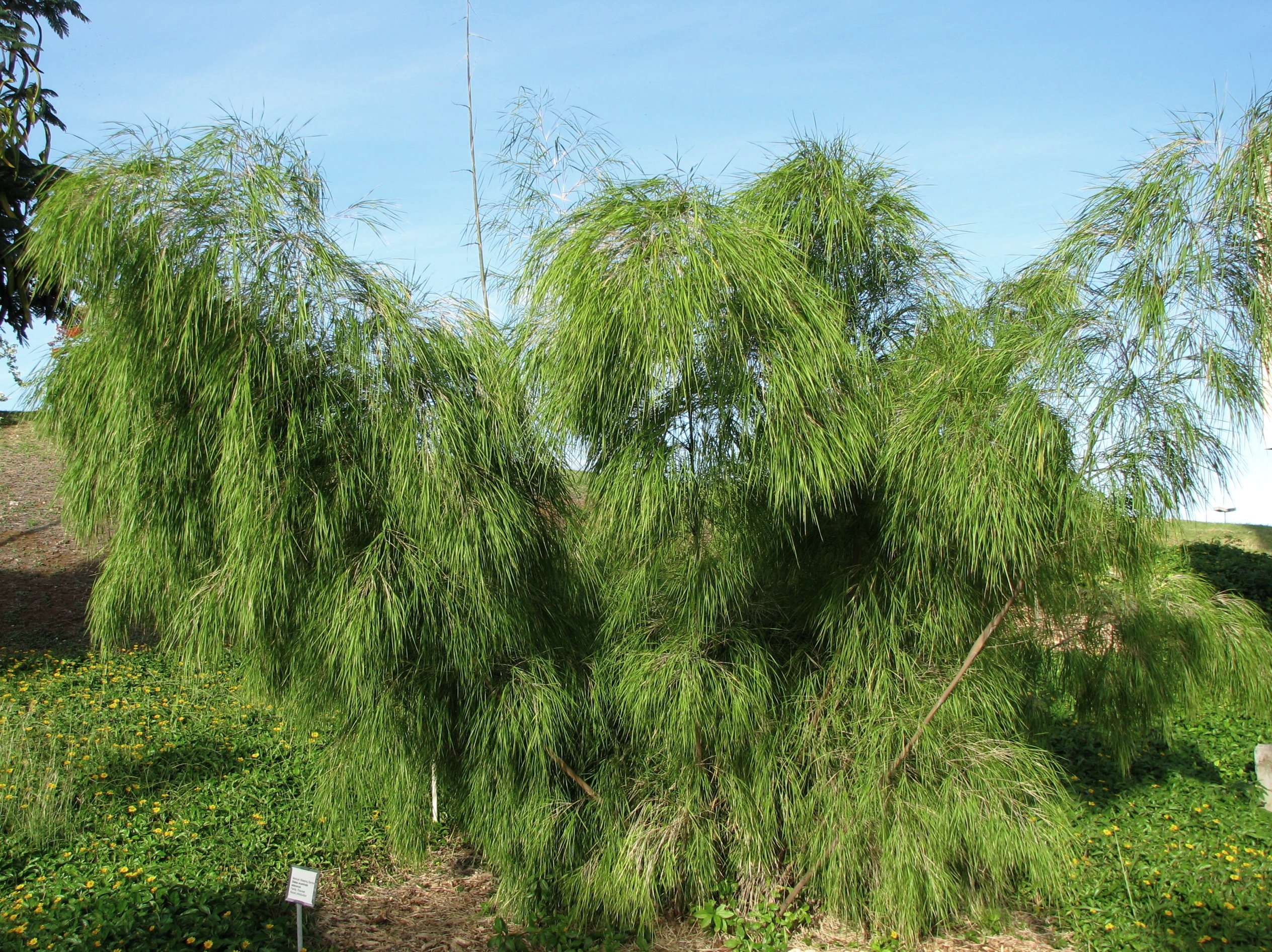
Il portamento
Otatea acuminata
(Tribù Bambusea - Sottotribù Guaduinae)

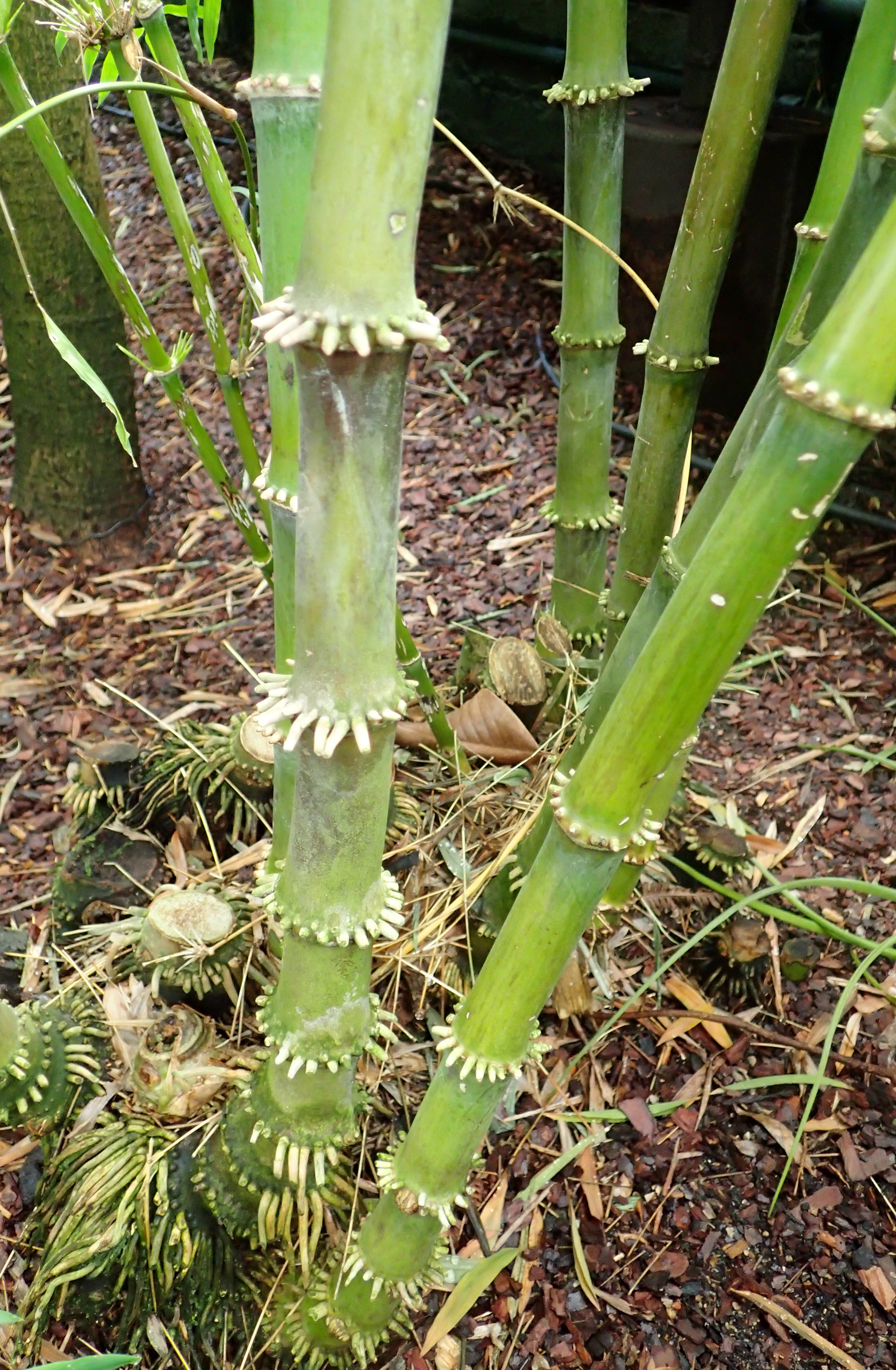
I culmi
Chusquea liebmannii
(Tribù Bambusea - Sottotribù Chusqueinae)

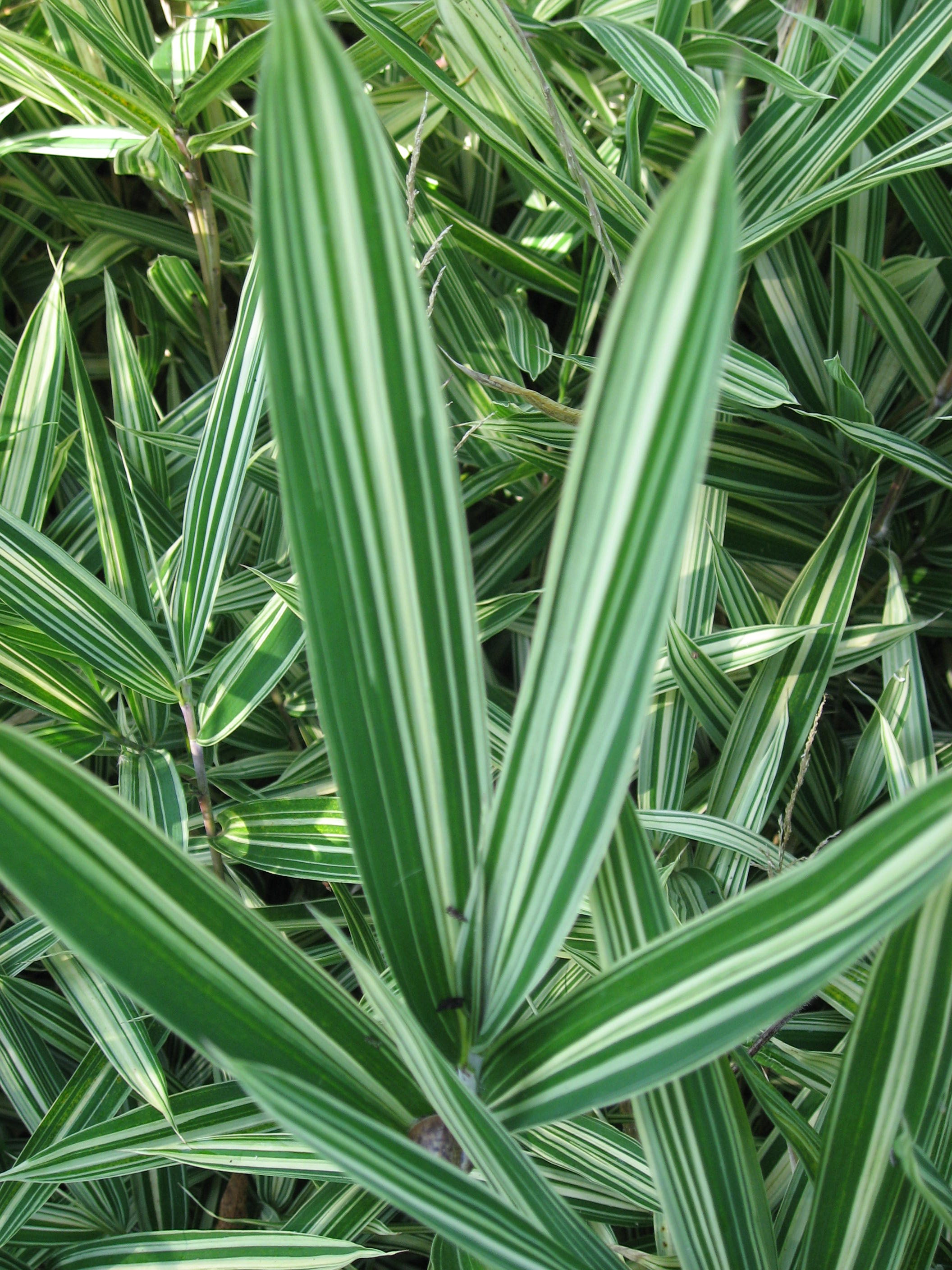
Le foglie
Pleioblastus fortunei
(Tribù Arundinarieae - Phyllostachys clade)

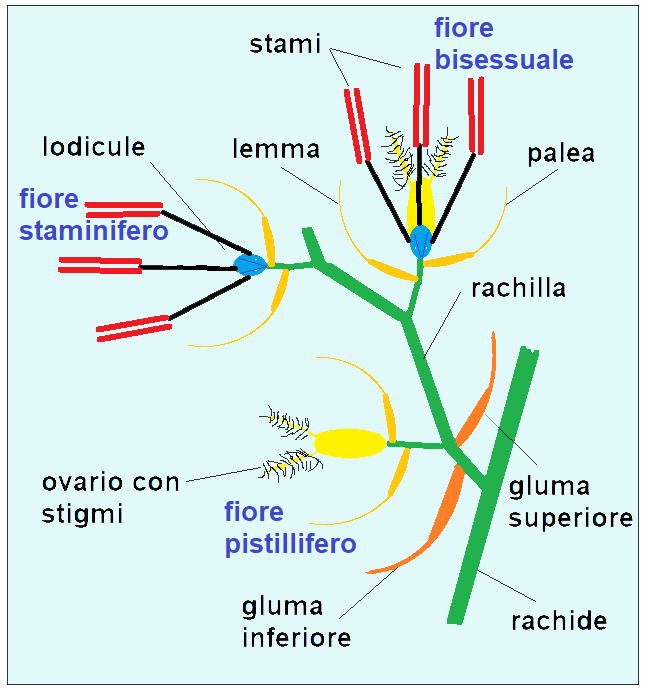
Spighetta generica con tre fiori diversi

Il portamento delle specie di questa sottofamiglia è arbustivo, cespuglioso, rizomatoso o erbaceo. Queste piante sempreverdi in genere sono molto vigorose, possono essere alte da pochi centimetri fino a raggiungere notevoli dimensioni (anche 40 m di altezza e 30 cm di diametro).
Le radici in genere sono del tipo fascicolato derivate da rizomi a collo corto (pachimorfi). In alcuni casi i rizomi sono leptomorfi. La loro tipologia di sviluppo è molto variabile; infatti sono presenti specie dove le radici si sviluppano considerevolmente in orizzontale o in verticale e si allontanano molto dal loro punto di origine ed altre invece che hanno uno sviluppo molto contenuto, con habitus cespitoso.
I culmi sono legnosi (o erbacei), con portamento eretto o rampicante o pendente. Alla base sono simpodiali.
I nodi sono piatti e rigonfi (ma non sempre), a volte sono quasi solidi e leggermente prominenti.
Gli internodi sono affusolati, vuoti o solidi. I bambù, essendo piante Monocotiledoni, non hanno accrescimento secondario, e quindi completata la loro crescita non si allargano di diametro di anno in anno.
Per ogni nodo sono presenti molti rami (con 1 - 3 rami dominanti), o pochi rami a seconda della specie. I rami, in genere, sono derivati da una singola gemma e il loro sviluppo è basipeto.

### Foglie del culmo
Le foglie lungo il culmo sono disposte in modo alterno, sono distiche e si originano dai vari nodi. Sono composte da una guaina, una ligula e una lamina. In genere sono pseudopicciolate. Le foglie possono essere fortemente dimorfiche nei taxa legnosi (foglie dei culmi distinte nettamente dalle foglie sui rami laterali - "foglie del fogliame").
Le guaine in genere prominenti, a volte coriacee, altre volte pelose e larghe, sono decidue o persistenti, con o senza padiglioni auricolari, e margini fimbriati o non fimbriati. In alcune specie le basi delle guaine sono rugose oppure sono ondulate vicino all'apice.
Le ligule in genere sono brevi, oppure (in alcune specie) vistose; in altre specie le ligule sono membranose e cigliate. In Olyreae le ligule in genere sono prive di padiglioni auricolari e fimbrie.
Le lamine delle foglie sono erette o riflesse (a volte sono erette alla base e riflesse in alto) con forme da lanceolate a lanceolato-lineari o triangolari o oblunghe; in alcune specie terminano in modo apicolato. In alcune specie sulla superficie della lama fogliare è distribuita della cera in modo diseguale, lasciando sul lato abassiale uno stretto settore marginale con cera nulla o ridotta. Il mesofillo (strato interno della foglia tra le due epidermidi) nelle regioni intercostali è formato da fibre sclerechimatiche.
Le venature sono parallelinervie con venature trasversali (quelle trasversali a volte sono poco visibili o inesistenti). Le lamine normalmente non sono tessellate. Delle venature sono presenti anche nelle ligule. La venatura mediana (o centrale) è formata da un unico fascio vascolare.

### Foglie del fogliame
Le guaine sono provviste o prive di padiglioni auricolari e possono essere o no fimbriate. Inoltre le guaine delle foglie del fogliame possono essere vistosamente carenate. Nelle specie di questo gruppo le lamine del fogliame sono grandi, oppure sottili e coriacee. La superficie adassiale talvolta può contenere degli stomi. In alcune specie le foglie del fogliame possono essere assenti e in questo caso la funzione fotosintetica è trasferita alla guaina e al culmo. Possono essere presenti dei pseudo-piccioli scuri oppure possono essere provviste di una stretta striscia senza cera lungo il margine abassiale.

### Infiorescenza
L'infiorescenza principale (sinfiorescenza o semplicemente spiga) è per lo più ramificata, anche se non sempre, e ha la forma di una grande pannocchia aperta. Le spighette, sessili o pedicellate, sono disposte in grappoli ai nodi e sottese da alcune brattee (ampi profilli doppiamente carenati oppure a singola carena). In alcune specie l'infiorescenza non è ramificata ed è sottesa da una brattea e un profillo (i profilli, particolari brattee a protezione dell'infiorescenza, hanno in genere delle forme triangolari). Sono presenti delle pseudospighette. In alcune specie le infiorescenze non sono ramificate e sono circondate da una spata. Nelle Olyreae le piante sono monoiche: ogni pianta ha spighette pistillifere (femminili) e spighette staminali (maschili) separate. In genere le femminili, in posizione terminale, sono grandi, quelle maschili, in posizione prossimale, sono piccole (a volte quest'ultime avvolgono a spirale le prime).
L'infiorescenza secondaria (o spighetta, o pseudospighetta) prende la forma di spighette, formate da alcuni fiori (fino a 28 più alcuni fiori ridotti) sottesi da due-quattro brattee chiamate glume (divise in inferiori e superiori). Le spighette possono terminare all'apice con un fiore sterile (a volte quello prossimale è sterile, mentre è fertile quello distale). Alla base di ogni fiore sono presenti due brattee: la palea e il lemma. La disarticolazione avviene nei nodi della rachilla sopra le glume (ma non in tutti i generi) o i fiori. Talvolta la rachilla presenta una estensione con 1 - 3 fiori rudimentali. In particolare:
- le glume sono 2 - 3 o 6 (altre volte possono essere assenti o ridotte); le forme possono essere da ovate a lanceolate o anche orbicolari; gli apici possono essere acuti oppure ottusi. Alcune glume possono essere ispide, altre persistenti. Possono avere fino a 20 e più venature longitudinali. La consistenza è cartacea o membranosa.
- i lemmi sono ampi con molte venature; all'apice possono avere un lungo mucrone. Le forme variano da ovate a lanceolate, sono scariosi (o a consistenza cartacea) e privi di ciglia e di ali. Possono avere fino a 40 venature longitudinali.
- le palee sono doppiamente carenate con apici acuti o brevemente bifidi (all'apice sono dentate e possono avere due punte). In genere sono più corte dei lemmi e hanno una consistenza membranosa.

I fiori fertili sono attinomorfi formati da 3 verticilli: perianzio ridotto, androceo e gineceo.
Per la famiglia di queste piante viene indicata la seguente formula fiorale:
P 2, A (1-)3(-6), G (2–3) supero, cariosside.
Il perianzio è ridotto e formato da due o tre lodicule, delle squame, poco visibili (forse relitto di un verticillo di 3 sepali). Le lodicule hanno una consistenza membranosa. In alcuni generi le lodicule sono assenti.
L'androceo è composto fino a 6 stami (2-3 in altri gruppi; in Ochlandra - tribù Bambuseae, sottotribù Melocanninae - sono numerosi da 15 a 120) ognuno con un breve filamento. I filamenti sono liberi o fusi insieme. Le antere hanno due teche. Le antere, a volte apicolate, sono basifisse con deiscenza laterale. Il polline è monoporato.
Il gineceo è composto da 3-(2) carpelli connati formanti un ovario supero. L'ovario, glabro (eventualmente con apice pubescente) e portato su un gambo, ha un solo loculo con un solo ovulo subapicale (o quasi basale). L'ovulo è anfitropo e semianatropo e tenuinucellato o crassinucellato. Lo stilo, è unico (corto, o ridotto) con due-tre stigmi piumosi e pelosi.

### Frutti
I frutti sono del tipo cariosside, ossia sono dei piccoli chicchi indeiscenti, affusolati con apice peloso o sferici, nei quali il pericarpo è formato da una parete che circonda il singolo seme. In particolare il pericarpo, carnoso e succulento, è fuso al seme ed è aderente. L'endocarpo non è indurito e l'ilo è lungo e lineare. L'embrione è provvisto di epiblasto. I margini embrionali della foglia si sovrappongono. La fessura scutellare è assente. Nelle plantule la lamina della prima foglia è assente.

## Biologia

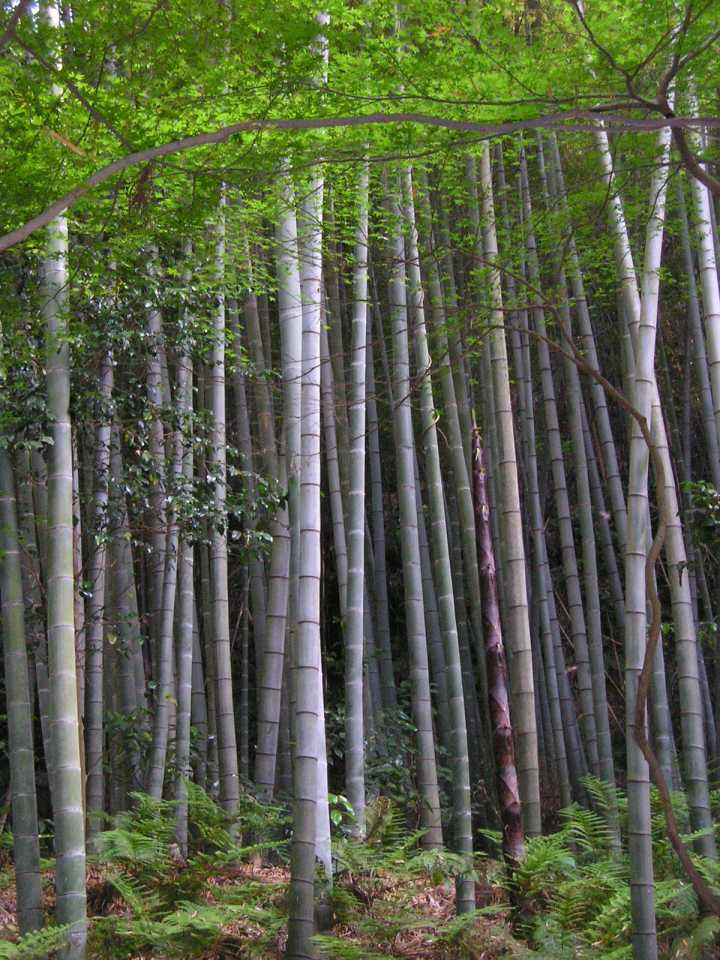
Bosco di bambú in Giappone

Le radici diventano legnose a causa della crescita di densi ammassi di sclerenchima che si formano sia esternamente che internamente attorno ai fasci vascolari della radice. L'altezza dei bambù è fortemente correlata alla pressione della radice, che fornisce la forza necessaria per riempire i vasi xilematici embolizzati lungo il culmo.
Lo sviluppo del culmo avviene in due fasi. Una prima fase non ramificata porta le foglie del culmo e il culmo stesso alla massima altezza di sviluppo (gli internodi si allungano indipendenti dalla fioritura). Nella seconda fase si ha lo sviluppo delle varie ramificazioni con le foglie del fogliame e successivamente la fioritura. Lo sviluppo dei rami è acropeto (o anche bidirezionale).
In questa sottofamiglia sono presenti delle pseudospighette con 2 o più fiori. Le pseudospighette si formano quando il tessuto meristematico del ramo cessa di produrre foglie normali e incomincia a produrre un insieme di brattee, alcune delle quali hanno dei boccioli germinali nelle loro ascelle che poi alla fine iniziano a produrre fiori.
La fioritura delle specie è per lo più ciclica e tardiva: le specie del genere Bambusa bambos (tribù Bambuseae, sottotribù Bambusinae) fioriscono dopo il trentaduesimo anno di età; le specie del genere Dendrocalamus  (tribù Bambuseae, sottotribù Bambusinae) al cinquantacinquesimo; altri bambù al sessantacinquesimo anno di vita. La specie, Fargesia nitida (Clade Phyllostachys - tribù Arundinarieae) fiorisce ogni 80-120 anni. In alcuni casi la fioritura di una singola specie è sincronizzata a livello globale. Ad esempio una fioritura mondiale si è avuta nel 1932 da parte della specie Bambusa nigra Lodd. ex Lindl. (sinonimo di Phyllostachys nigra (Lodd. ex Lindl.) Munro ora descritta all'interno della tribù Arundinarieae).

### Biologia
In generale, le erbe delle Poaceae sono impollinate in modo anemogamo. Gli stigmi piumosi sono una caratteristica importante per catturare meglio il polline aereo. Alcune specie di Olyra (sottotribù Olyrinae) sono visitate e possibilmente impollinate dagli insetti.
La fecondazione avviene fondamentalmente tramite l'impollinazione dei fiori. Si presume che i fiori del genere Pariana (sottotribù Parianinae) siano impollinati da insetti in quanto i vistosi stami gialli o bianchi delle spighette maschili facilitano l'impollinazione entomogama (gli insetti sono delle famiglie Phoridae e Cecidomyiidae).
I semi cadendo (dopo aver eventualmente percorso alcuni metri a causa del vento – dispersione anemocora) a terra sono dispersi soprattutto da insetti tipo formiche. In diverse specie negli internodi delle rachille sono contenuti oli (elaisomi, sostanze ricche di grassi, proteine e zuccheri) che attraggono le formiche e favoriscono la dispersione mirmecoria.

## Distribuzione e habitat

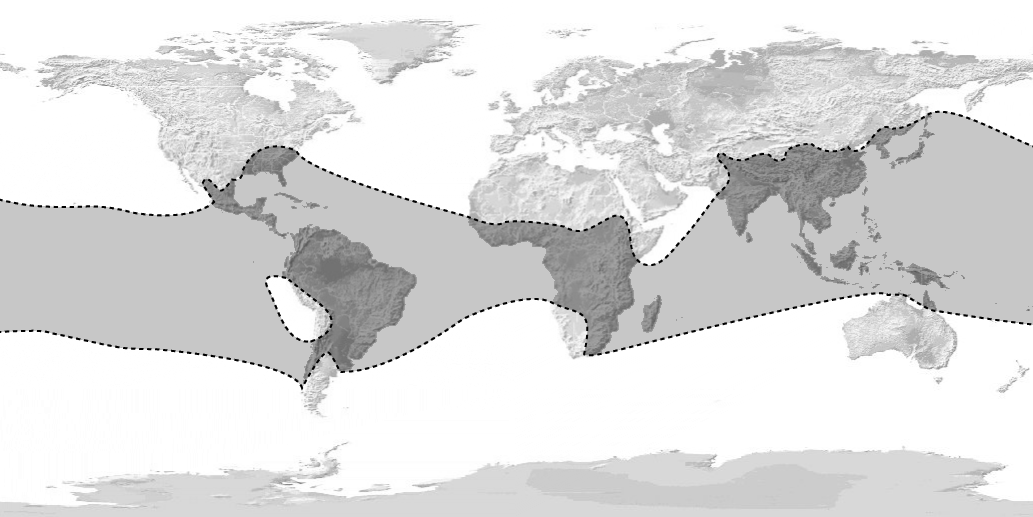
Areale delle Bambusoideae

La maggior parte delle specie di bambù sono originarie dell'Asia (dove raggiungono il limite settentrionale del loro areale a 50° N di latitudine) e delle Americhe (dove raggiungono i 47° S in Cile). Le si possono trovare ad altitudini variabili, sino ai 3 000 m sull'Himalaya. Alcune specie sono spontanee in Africa (in particolare nell'Africa sub-sahariana e in Madagascar) e in Oceania. Non esistono specie spontanee in Europa.

## Tassonomia
La famiglia delle Poacee comprende circa 800 generi e oltre 9.000 specie. È una delle famiglie più numerose e più importanti del gruppo delle monocotiledoni. La famiglia è suddivisa in 12 sottofamiglie.

### Generi
La sottofamiglia comprende 3 tribù, 19 sottotribù, 134 generi e oltre 1.600 specie:

#### Tribù Arundinarieae
- Sottotribù Arundinariinae Keng f.
  - Acidosasa C.D.Chu & C.S.Chao (12 specie)
  - Arundinaria Michx. (4 spp.)
  - Bashania Keng f. & T.P.Yi (4 spp.)
  - Brachystachyum Keng (2 spp.)
  - Chimonobambusa Makino (43 spp.)
  - Ferrocalamus Hsueh & Keng f. (3 spp.)
  - Gelidocalamus T.H.Wen (17 spp.)
  - Indocalamus Nakai (32 spp.)
  - Indosasa McClure (18 spp.)
  - Kengiochloa Y.H.Tong & N.H.Xia (1 sp.)
  - Oligostachyum Z.P.Wang & G.H.Ye (18 spp.)
  - Phyllostachys Siebold & Zucc. (63 spp.)
  - Pleioblastus Nakai (26 spp.)
  - Pseudosasa Makino ex Nakai (20 spp.)
  - Ravenochloa D.Z.Li & Y.X.Zhang (1 sp.)
  - Sasa Makino & Shibata (39 spp.)
  - Sasaella Makino (11 spp.)
  - Sasamorpha Nakai (5 spp.)
  - Semiarundinaria Makino ex Nakai (7 spp.)
  - Shibataea Makino ex Nakai (7 spp.)
  - Sinobambusa Makino ex Nakai (13 spp.)
  - Sinosasa L.C.Chia ex N.H.Xia, Q.M.Qin & Y.H.Tong (8 spp.)
  - Vietnamocalamus T.Q.Nguyen (1 sp.)
- Sottotribù Ampelocalaminae D.Z.Li & Y.X.Zhang
  - Ampelocalamus S.L.Chen T.H.Wen & G.Y.Sheng (14 spp.)
  - Drepanostachyum Keng f. (10 spp.)
  - Himalayacalamus Keng f. (9 spp.)
- Sottotribù Gaoligongshaniinae D.Z.Li & Y.X.Zhang
  - Gaoligongshania D.Z.Li, Hsueh & N.H.Xia (1 sp.)
- Sottotribù Hsuehochloinae D.Z.Li & Y.X.Zhang
  - Hsuehochloa D.Z.Li & Y.X.Zhang (1 sp.)
- Sottotribù Thamnocalaminae Keng f.
  - Bergbambos Stapleton (1 sp.)
  - Borinda Stapleton (46 spp.)
  - Chimonocalamus Hsueh f. & T.P.Yi (19 spp.)
  - Fargesia Franch. (49 spp.)
  - Kuruna Attigala, Kaththr. & L.G.Clark (7 spp.)
  - Oldeania Stapleton (1 sp.)
  - Sarocalamus Stapleton (6 spp.)
  - Thamnocalamus Munro (4 spp.)
  - Tongpeia Stapleton (3 spp.)
  - Yushania Keng f. (97 spp.)
- Arundinarieae incertae sedis
  - Khoonmengia N.H.Xia, Y.H.Tong & X.R.Zheng

#### Tribù Bambuseae
- Sottotribù Arthrostylidiinae Soderstr. & R.P.Ellis 
  - Actinocladum McClure ex Soderstr. (1 sp.)
  - Alvimia C.E.Calderón ex Soderstr. & Londoño (3 spp.)
  - Arthrostylidium Rupr. (29 spp.)
  - Athroostachys Benth. (2 spp.)
  - Atractantha McClure (5 spp.)
  - Aulonemia Goudot (47 spp.)
  - Aulonemiella L.G.Clark, Londoño, C.D.Tyrrell & Judz. (2 spp.)
  - Cambajuva P.L.Viana, L.G.Clark & Filg. (1 sp.)
  - Colanthelia McClure & E.W.Sm. (11 spp.)
  - Didymogonyx (L.G.Clark & Londoño) C.D.Tyrrell, L.G.Clark & Londoño (2 spp.)
  - Elytrostachys McClure (2 spp.)
  - Filgueirasia Guala (2 spp.)
  - Glaziophyton Franch. (1 sp.)
  - Merostachys Spreng. (59 spp.)
  - Myriocladus Swallen (13 spp.)
  - Rhipidocladum McClure (22 spp.)
- Sottotribù Bambusinae Presl. 
  - Bambusa Schreb. (156 spp)
  - Bonia Balansa (5 spp.)
  - Cochinchinochloa H.N.Nguyen & V.T.Tran (1 sp.)
  - Dendrocalamus Nees (73 spp.)
  - Fimbribambusa Widjaja (4 spp.)
  - Gigantochloa Kurz ex Munro (67 spp.)
  - Laobambos Haev., Lamxay & D.Z.Li (1 sp.)
  - Maclurochloa K.M.Wong (4 spp.)
  - Melocalamus Benth. (19 spp.)
  - Neomicrocalamus Keng f. (3 spp.)
  - Oreobambos K.Schum. (3 spp.)
  - Oxytenanthera Munro (1 sp.)
  - Phuphanochloa Sungkaew & Teerawat. (1 sp.)
  - Pseudobambusa T.Q.Nguyen (1 sp.)
  - Pseudoxytenanthera Soderstr. & R.P.Ellis (5 spp.)
  - Soejatmia K.M.Wong (1 sp.)
  - Thyrsostachys Gamble (2 spp.)
  - Vietnamosasa T.Q.Nguyen (3 spp.)
  - Yersinochloa H.N.Nguyen & V.T.Tran (2 spp.)
- Sottotribù Chusqueinae Soderstr. & R.P.Ellis 
  - Chusquea Kunth (200 spp.)
- Sottotribù Dinochloinae K.M.Wong & W.L.Goh 
  - Cyrtochloa S.Dransf. (7 spp.)
  - Dinochloa Buse (44 spp.)
  - Mullerochloa K.M.Wong (1 sp.)
  - Neololeba Widjaja (5 spp.)
  - Parabambusa Widjaja (1 sp.)
  - Pinga Widjaja (1 sp.)
  - Sphaerobambos S.Dransf. (3 spp.)
- Sottotribù Greslaniinae K.M.Wong & W.L.Goh 
  - Greslania Balansa (2 spp.)
- Sottotribù Guaduinae Soderstr. & R.P.Ellis 
  - Apoclada McClure (1 sp.)
  - Eremocaulon Soderstr. & Londoño (5 spp.)
  - Guadua Kunth (34 spp.)
  - Olmeca Soderstr. (5 spp.)
  - Otatea (McClure & E.W.Sm.) C.E.Calderón ex Soderstr. (13 spp.)
  - Tibisia C.D.Tyrrell, Londoño & L.G.Clark (3 spp.)
- Sottotribù Hickeliinae A.Camus 
  - Cathariostachys S.Dransf. (2 spp.)
  - Decaryochloa A.Camus (1 sp.)
  - Hickelia A.Camus (4 spp.)
  - Hitchcockella A.Camus (1 spp.)
  - Nastus Juss. (12 spp.)
  - Perrierbambus A.Camus (2 spp.)
  - Sirochloa S.Dransf. (1 sp.)
  - Valiha S.Dransf. (2 spp.)
- Sottotribù Holttumochloinae A.Camus 
  - Holttumochloa K.M.Wong (4 spp.)
  - Kinabaluchloa K.M.Wong (2 spp.)
  - Nianhochloa H.N.Nguyen & V.T.Tran (1 sp.)
- Sottotribù Melocanninae Benth. 
  - Annamocalamus H.N.Nguyen, N.H.Xia & V.T.Tran (1 sp.)
  - Cephalostachyum Munro (13 spp.)
  - Davidsea Soderstr. & R.P.Ellis (1 sp.)
  - Melocanna Trin. (3 spp.)
  - Ochlandra Thwaites (10 spp.)
  - Pseudostachyum Munro (1 sp.)
  - Schizostachyum Nees (74 spp.)
  - Stapletonia P.Singh, S.S.Dash & P.Kumari (3 spp.)
- Sottotribù Racemobambosinae Stapleton 
  - Chloothamnus Buse (11 spp.)
  - Racemobambos Holttum (19 spp.)
  - Widjajachloa K.M.Wong & S.Dransf. (1 sp.)
- Sottotribù Temburongiinae K.M.Wong 
  - Temburongia S.Dransf. & K.M.Wong (1 sp.)
- Bambuseae incertae sedis
  - Ruhooglandia S.Dransf. & K.M.Wong (1 sp.)
  - Temochloa S.Dransf. (1 sp.)

#### Tribù Olyreae
- Sottotribù Buergersiochloinae L.G.Clark & Judz
  - Buergersiochloa Pilg. (1 specie)
- Sottotribù Olyrinae Kromb. 
  - Agnesia Zuloaga & Judz. (1 sp.)
  - Arberella Soderstr. & C.E.Calderón (7 spp.)
  - Brasilochloa R.P.Oliveira & L.G.Clark (1 sp.)
  - Cryptochloa Swallen (9 spp.)
  - Diandrolyra Stapf (3 spp.)
  - Ekmanochloa Hitchc. (2 spp.)
  - Froesiochloa G.A.Black (1 sp.)
  - Lithachne P.Beauv. (4 spp.)
  - Maclurolyra C.E.Calderón ex Soderstr. (1 sp.)
  - Mniochloa Chase (1 sp.)
  - Olyra L. (25 spp.)
  - Parodiolyra Soderstr. & Zuloaga (4 spp.)
  - Piresia Swallen (6 spp.)
  - Piresiella Judz., Zuloaga & Morrone (1 sp.)
  - Raddia Bertol. (9 spp.)
  - Raddiella Swallen (8 spp.)
  - Rehia Fijten (1 sp.)
  - Reitzia Swallen (1 sp.)
  - Sucrea Soderstr. (2 spp.)
  - Taquara I.L.C.Oliveira & R.P.Oliveira (2 spp.)
- Sottotribù Parianinae Hack. 
  - Eremitis Döll (17 spp.)
  - Pariana Aubl. (37 spp.)
  - Parianella Hollowell, F.M.Ferreira & R.P.Oliveira (3 spp.)

### Filogenesi
La sottofamiglia nell'ambito delle Poaceae, da un punto di vista filogenetico, è posizionata tra le sottofamiglie Ehrhartoideae e Pooideae (con quest'ultima forma un "gruppo fratello"). Insieme (le tre sottofamiglie) formano il clade "BEP" che occupa una posizione centrale nelle Poaceae e risulta "gruppo fratello" del "PACMAD Clade" (l'altro grande clade della famiglia) e insieme formano il "core" delle Poaceae.
All'interno del gruppo di questa voce si individuano tre cladi principali (le tre tribù) fortemente sostenuti dalle analisi filogenetiche, con la tribù Arundinarieae in posizione "basale" mentre le altre due tribù (Bambuseae e Olyreae) formano un "gruppo fratello" più interno. La storia evolutiva delle Bambusoideae si presenta complessa e in parte ancora sconosciuta. Le Bambuseae (i bambù legnosi tropicali) si diversificano dalle vicine Arundinarieae (i bambù legnosi temperati) oltre che geograficamente anche per la cariologia: la struttura del genoma nelle prime è tetraploide ed esaploide, nelle seconde è tetraploidi. Le Olyreae sono fondamentalmente diploidi. Probabilmente le Arundinarieae e le Bambuseae sono il prodotto di eventi separati di poliploidizzazione.
Le Bambusoideae, da un punto di vista morfologico, sono individuate dai seguenti caratteri: 
- sono presenti delle pseudospighette;
- le foglie dei culmi hanno delle guaine prominenti;
- le foglie sono dimorfiche: quelle dei culmi sono ridotte o assenti; le foglie del fogliame in genere hanno ampie lamine;
- le venature maggiori delle foglie sono parallele e longitudinali;
- i culmi sono legnosi e alti oltre 1 metro (a parte le Olyreae);

La tribù Olyreae ha ulteriori caratteristiche:
- i culmi sono erbacei;
- le spighette sono unisessuali con un fiore;
- gli stami sono 2, 3 o numerosi;

Il numero di base cromosomico di x = 12 è sinapomorfico per il "clade spikelet" (cioè per tutta la famiglia delle Poaceae esclusa la sottofamiglia Anomochlooideae).

#### Tribù Arundinarieae
La conoscenza filogenetica della tribù Arundinarieae è ancora in via di completamento; in tutte le analisi di filogenesi molecolare risulta monofiletica. Per il momento i botanici (provvisoriamente) dividono la tribù in 13 cladi. Le relazioni all'interno della tribù sono scarsamente risolte, inoltre diversi generi come sono circoscritti tradizionalmente sono para- o polifiletici. I caratteri centrali su cui si basa l'attuale classificazione dei bambù (la morfologia del rizoma, le caratteristiche della struttura dell'infiorescenza e la struttura epidermica fogliare) risultano, alle analisi filogenetiche molecolari, omoplasiche. Un altro fattore di confusione è l'ibridazione, e dalle documentazioni più recenti sembra che ci siano poche barriere riproduttive tra le varie specie (o anche tra i vari generi). I taxa ibridi tendono a combinare le caratteristiche morfologiche dei genitori e spesso sono stati nominati erroneamente come nuovi generi.
Una possibile sinapomorfia per questa tribù potrebbero essere i rizomi leptomorfi.

#### Tribù Bambuseae
La tribù è suddivisa in due grandi gruppi (cladi) geografici: il "Clade Neotropicale" e il "Clade Paleotropicale". Tale suddivisione è anche supportata dalle analisi filogenetiche del genoma del cloroplasto. Il "Clade Paleotropicale" è monofiletico mentre la monofilia del "Clade Neotropicale" è debolmente supportata. Alcune filogenesi sia nei cladi neotropicali che paleotropicali identificano dei geni nucleari correlati al genoma delle Arundinarieae (probabilmente la prima tribù della sottofamiglia ad essersi evoluta).
La sinapomorfia per questo gruppo è rappresentata dallo sviluppo dei rami che è acropeto (o anche bidirezionale): i culmi raggiungono la loro piena altezza senza produrre rami ma solo foglie; in seguito dai culmi si originano (raramente) dei rami e foglie di fogliame, iniziando dalla base o dal centro della pianta e procedendo in modo acropeto o bidirezionale.

#### Tribù Olyreae
All'interno della sottofamiglia la tribù Olyreae è riconosciuta come i "bambù erbacei" ed è "gruppo fratello" della tribù Bambuseae.
I dati morfologici e molecolari supportano la sottotribù Buergersiochloinae come "gruppo fratello" al resto della tribù (quest'ultima quindi è in posizione "basale"); inoltre  Buergersiochloa è l'unico genere non distribuito nel Nuovo Mondo. Tutti gli altri generi condividono la sinapomorfia dei corpi di silice crenati e a forma di croce. Non esiste una sinapomorfia morfologica per questa tribù (mentre il numero cromosomico "base" 2n = 22 è sinapomorfico per questa tribù), sebbene lo stato monoico possa essere sinapomorfico all'interno del contesto della sottofamiglia e in tutti i casi la distribuzione dei sessi nell'infiorescenza può essere un criterio importante per distinguere i generi delle Olyreae.

#### Cladogramma della sottofamiglia
Il seguente cladogramma, tratto da uno degli ultimi studi (2017) su questa sottofamiglia, rappresenta una possibile configurazione filogenetica delle Bambusoideae.
|  | Buergersiochloinae                                      |
|  |                                                         |
|  | \| \| Parianinae \| \| \| \| \| \| Olyrinae \| \| \| \| |
|  |                                                         |
|  | Parianinae                                              |
|  |                                                         |
|  | Olyrinae                                                |
|  |                                                         |

|  | Parianinae |
|  |            |
|  | Olyrinae   |
|  |            |

|  | Chusqueinae                                                     |
|  |                                                                 |
|  | \| \| Arthrostylidiinae \| \| \| \| \| \| Guaduinae \| \| \| \| |
|  |                                                                 |
|  | Arthrostylidiinae                                               |
|  |                                                                 |
|  | Guaduinae                                                       |
|  |                                                                 |

|  | Arthrostylidiinae |
|  |                   |
|  | Guaduinae         |
|  |                   |

|  | Greslaniinae |
|  |              |
|  | Dinochloinae |
|  |              |

|  | Temburongiinae                                                  |
|  |                                                                 |
|  | \| \| Bambusinae \| \| \| \| \| \| Holttumochloinae \| \| \| \| |
|  |                                                                 |
|  | Bambusinae                                                      |
|  |                                                                 |
|  | Holttumochloinae                                                |
|  |                                                                 |

|  | Bambusinae       |
|  |                  |
|  | Holttumochloinae |
|  |                  |

|  | Greslaniinae |
|  |              |
|  | Dinochloinae |
|  |              |

|  | Temburongiinae                                                  |
|  |                                                                 |
|  | \| \| Bambusinae \| \| \| \| \| \| Holttumochloinae \| \| \| \| |
|  |                                                                 |
|  | Bambusinae                                                      |
|  |                                                                 |
|  | Holttumochloinae                                                |
|  |                                                                 |

|  | Bambusinae       |
|  |                  |
|  | Holttumochloinae |
|  |                  |

|  | Greslaniinae |
|  |              |
|  | Dinochloinae |
|  |              |

|  | Temburongiinae                                                  |
|  |                                                                 |
|  | \| \| Bambusinae \| \| \| \| \| \| Holttumochloinae \| \| \| \| |
|  |                                                                 |
|  | Bambusinae                                                      |
|  |                                                                 |
|  | Holttumochloinae                                                |
|  |                                                                 |

|  | Bambusinae       |
|  |                  |
|  | Holttumochloinae |
|  |                  |

|  | Greslaniinae |
|  |              |
|  | Dinochloinae |
|  |              |

|  | Temburongiinae                                                  |
|  |                                                                 |
|  | \| \| Bambusinae \| \| \| \| \| \| Holttumochloinae \| \| \| \| |
|  |                                                                 |
|  | Bambusinae                                                      |
|  |                                                                 |
|  | Holttumochloinae                                                |
|  |                                                                 |

|  | Bambusinae       |
|  |                  |
|  | Holttumochloinae |
|  |                  |

|  | Chusqueinae                                                     |
|  |                                                                 |
|  | \| \| Arthrostylidiinae \| \| \| \| \| \| Guaduinae \| \| \| \| |
|  |                                                                 |
|  | Arthrostylidiinae                                               |
|  |                                                                 |
|  | Guaduinae                                                       |
|  |                                                                 |

|  | Arthrostylidiinae |
|  |                   |
|  | Guaduinae         |
|  |                   |

|  | Greslaniinae |
|  |              |
|  | Dinochloinae |
|  |              |

|  | Temburongiinae                                                  |
|  |                                                                 |
|  | \| \| Bambusinae \| \| \| \| \| \| Holttumochloinae \| \| \| \| |
|  |                                                                 |
|  | Bambusinae                                                      |
|  |                                                                 |
|  | Holttumochloinae                                                |
|  |                                                                 |

|  | Bambusinae       |
|  |                  |
|  | Holttumochloinae |
|  |                  |

|  | Greslaniinae |
|  |              |
|  | Dinochloinae |
|  |              |

|  | Temburongiinae                                                  |
|  |                                                                 |
|  | \| \| Bambusinae \| \| \| \| \| \| Holttumochloinae \| \| \| \| |
|  |                                                                 |
|  | Bambusinae                                                      |
|  |                                                                 |
|  | Holttumochloinae                                                |
|  |                                                                 |

|  | Bambusinae       |
|  |                  |
|  | Holttumochloinae |
|  |                  |

|  | Greslaniinae |
|  |              |
|  | Dinochloinae |
|  |              |

|  | Temburongiinae                                                  |
|  |                                                                 |
|  | \| \| Bambusinae \| \| \| \| \| \| Holttumochloinae \| \| \| \| |
|  |                                                                 |
|  | Bambusinae                                                      |
|  |                                                                 |
|  | Holttumochloinae                                                |
|  |                                                                 |

|  | Bambusinae       |
|  |                  |
|  | Holttumochloinae |
|  |                  |

|  | Greslaniinae |
|  |              |
|  | Dinochloinae |
|  |              |

|  | Temburongiinae                                                  |
|  |                                                                 |
|  | \| \| Bambusinae \| \| \| \| \| \| Holttumochloinae \| \| \| \| |
|  |                                                                 |
|  | Bambusinae                                                      |
|  |                                                                 |
|  | Holttumochloinae                                                |
|  |                                                                 |

|  | Bambusinae       |
|  |                  |
|  | Holttumochloinae |
|  |                  |

|  | Buergersiochloinae                                      |
|  |                                                         |
|  | \| \| Parianinae \| \| \| \| \| \| Olyrinae \| \| \| \| |
|  |                                                         |
|  | Parianinae                                              |
|  |                                                         |
|  | Olyrinae                                                |
|  |                                                         |

|  | Parianinae |
|  |            |
|  | Olyrinae   |
|  |            |

|  | Chusqueinae                                                     |
|  |                                                                 |
|  | \| \| Arthrostylidiinae \| \| \| \| \| \| Guaduinae \| \| \| \| |
|  |                                                                 |
|  | Arthrostylidiinae                                               |
|  |                                                                 |
|  | Guaduinae                                                       |
|  |                                                                 |

|  | Arthrostylidiinae |
|  |                   |
|  | Guaduinae         |
|  |                   |

|  | Greslaniinae |
|  |              |
|  | Dinochloinae |
|  |              |

|  | Temburongiinae                                                  |
|  |                                                                 |
|  | \| \| Bambusinae \| \| \| \| \| \| Holttumochloinae \| \| \| \| |
|  |                                                                 |
|  | Bambusinae                                                      |
|  |                                                                 |
|  | Holttumochloinae                                                |
|  |                                                                 |

|  | Bambusinae       |
|  |                  |
|  | Holttumochloinae |
|  |                  |

|  | Greslaniinae |
|  |              |
|  | Dinochloinae |
|  |              |

|  | Temburongiinae                                                  |
|  |                                                                 |
|  | \| \| Bambusinae \| \| \| \| \| \| Holttumochloinae \| \| \| \| |
|  |                                                                 |
|  | Bambusinae                                                      |
|  |                                                                 |
|  | Holttumochloinae                                                |
|  |                                                                 |

|  | Bambusinae       |
|  |                  |
|  | Holttumochloinae |
|  |                  |

|  | Greslaniinae |
|  |              |
|  | Dinochloinae |
|  |              |

|  | Temburongiinae                                                  |
|  |                                                                 |
|  | \| \| Bambusinae \| \| \| \| \| \| Holttumochloinae \| \| \| \| |
|  |                                                                 |
|  | Bambusinae                                                      |
|  |                                                                 |
|  | Holttumochloinae                                                |
|  |                                                                 |

|  | Bambusinae       |
|  |                  |
|  | Holttumochloinae |
|  |                  |

|  | Greslaniinae |
|  |              |
|  | Dinochloinae |
|  |              |

|  | Temburongiinae                                                  |
|  |                                                                 |
|  | \| \| Bambusinae \| \| \| \| \| \| Holttumochloinae \| \| \| \| |
|  |                                                                 |
|  | Bambusinae                                                      |
|  |                                                                 |
|  | Holttumochloinae                                                |
|  |                                                                 |

|  | Bambusinae       |
|  |                  |
|  | Holttumochloinae |
|  |                  |

|  | Chusqueinae                                                     |
|  |                                                                 |
|  | \| \| Arthrostylidiinae \| \| \| \| \| \| Guaduinae \| \| \| \| |
|  |                                                                 |
|  | Arthrostylidiinae                                               |
|  |                                                                 |
|  | Guaduinae                                                       |
|  |                                                                 |

|  | Arthrostylidiinae |
|  |                   |
|  | Guaduinae         |
|  |                   |

|  | Greslaniinae |
|  |              |
|  | Dinochloinae |
|  |              |

|  | Temburongiinae                                                  |
|  |                                                                 |
|  | \| \| Bambusinae \| \| \| \| \| \| Holttumochloinae \| \| \| \| |
|  |                                                                 |
|  | Bambusinae                                                      |
|  |                                                                 |
|  | Holttumochloinae                                                |
|  |                                                                 |

|  | Bambusinae       |
|  |                  |
|  | Holttumochloinae |
|  |                  |

|  | Greslaniinae |
|  |              |
|  | Dinochloinae |
|  |              |

|  | Temburongiinae                                                  |
|  |                                                                 |
|  | \| \| Bambusinae \| \| \| \| \| \| Holttumochloinae \| \| \| \| |
|  |                                                                 |
|  | Bambusinae                                                      |
|  |                                                                 |
|  | Holttumochloinae                                                |
|  |                                                                 |

|  | Bambusinae       |
|  |                  |
|  | Holttumochloinae |
|  |                  |

|  | Greslaniinae |
|  |              |
|  | Dinochloinae |
|  |              |

|  | Temburongiinae                                                  |
|  |                                                                 |
|  | \| \| Bambusinae \| \| \| \| \| \| Holttumochloinae \| \| \| \| |
|  |                                                                 |
|  | Bambusinae                                                      |
|  |                                                                 |
|  | Holttumochloinae                                                |
|  |                                                                 |

|  | Bambusinae       |
|  |                  |
|  | Holttumochloinae |
|  |                  |

|  | Greslaniinae |
|  |              |
|  | Dinochloinae |
|  |              |

|  | Temburongiinae                                                  |
|  |                                                                 |
|  | \| \| Bambusinae \| \| \| \| \| \| Holttumochloinae \| \| \| \| |
|  |                                                                 |
|  | Bambusinae                                                      |
|  |                                                                 |
|  | Holttumochloinae                                                |
|  |                                                                 |

|  | Bambusinae       |
|  |                  |
|  | Holttumochloinae |
|  |                  |

|  | Buergersiochloinae                                      |
|  |                                                         |
|  | \| \| Parianinae \| \| \| \| \| \| Olyrinae \| \| \| \| |
|  |                                                         |
|  | Parianinae                                              |
|  |                                                         |
|  | Olyrinae                                                |
|  |                                                         |

|  | Parianinae |
|  |            |
|  | Olyrinae   |
|  |            |

|  | Chusqueinae                                                     |
|  |                                                                 |
|  | \| \| Arthrostylidiinae \| \| \| \| \| \| Guaduinae \| \| \| \| |
|  |                                                                 |
|  | Arthrostylidiinae                                               |
|  |                                                                 |
|  | Guaduinae                                                       |
|  |                                                                 |

|  | Arthrostylidiinae |
|  |                   |
|  | Guaduinae         |
|  |                   |

|  | Greslaniinae |
|  |              |
|  | Dinochloinae |
|  |              |

|  | Temburongiinae                                                  |
|  |                                                                 |
|  | \| \| Bambusinae \| \| \| \| \| \| Holttumochloinae \| \| \| \| |
|  |                                                                 |
|  | Bambusinae                                                      |
|  |                                                                 |
|  | Holttumochloinae                                                |
|  |                                                                 |

|  | Bambusinae       |
|  |                  |
|  | Holttumochloinae |
|  |                  |

|  | Greslaniinae |
|  |              |
|  | Dinochloinae |
|  |              |

|  | Temburongiinae                                                  |
|  |                                                                 |
|  | \| \| Bambusinae \| \| \| \| \| \| Holttumochloinae \| \| \| \| |
|  |                                                                 |
|  | Bambusinae                                                      |
|  |                                                                 |
|  | Holttumochloinae                                                |
|  |                                                                 |

|  | Bambusinae       |
|  |                  |
|  | Holttumochloinae |
|  |                  |

|  | Greslaniinae |
|  |              |
|  | Dinochloinae |
|  |              |

|  | Temburongiinae                                                  |
|  |                                                                 |
|  | \| \| Bambusinae \| \| \| \| \| \| Holttumochloinae \| \| \| \| |
|  |                                                                 |
|  | Bambusinae                                                      |
|  |                                                                 |
|  | Holttumochloinae                                                |
|  |                                                                 |

|  | Bambusinae       |
|  |                  |
|  | Holttumochloinae |
|  |                  |

|  | Greslaniinae |
|  |              |
|  | Dinochloinae |
|  |              |

|  | Temburongiinae                                                  |
|  |                                                                 |
|  | \| \| Bambusinae \| \| \| \| \| \| Holttumochloinae \| \| \| \| |
|  |                                                                 |
|  | Bambusinae                                                      |
|  |                                                                 |
|  | Holttumochloinae                                                |
|  |                                                                 |

|  | Bambusinae       |
|  |                  |
|  | Holttumochloinae |
|  |                  |

|  | Chusqueinae                                                     |
|  |                                                                 |
|  | \| \| Arthrostylidiinae \| \| \| \| \| \| Guaduinae \| \| \| \| |
|  |                                                                 |
|  | Arthrostylidiinae                                               |
|  |                                                                 |
|  | Guaduinae                                                       |
|  |                                                                 |

|  | Arthrostylidiinae |
|  |                   |
|  | Guaduinae         |
|  |                   |

|  | Greslaniinae |
|  |              |
|  | Dinochloinae |
|  |              |

|  | Temburongiinae                                                  |
|  |                                                                 |
|  | \| \| Bambusinae \| \| \| \| \| \| Holttumochloinae \| \| \| \| |
|  |                                                                 |
|  | Bambusinae                                                      |
|  |                                                                 |
|  | Holttumochloinae                                                |
|  |                                                                 |

|  | Bambusinae       |
|  |                  |
|  | Holttumochloinae |
|  |                  |

|  | Greslaniinae |
|  |              |
|  | Dinochloinae |
|  |              |

|  | Temburongiinae                                                  |
|  |                                                                 |
|  | \| \| Bambusinae \| \| \| \| \| \| Holttumochloinae \| \| \| \| |
|  |                                                                 |
|  | Bambusinae                                                      |
|  |                                                                 |
|  | Holttumochloinae                                                |
|  |                                                                 |

|  | Bambusinae       |
|  |                  |
|  | Holttumochloinae |
|  |                  |

|  | Greslaniinae |
|  |              |
|  | Dinochloinae |
|  |              |

|  | Temburongiinae                                                  |
|  |                                                                 |
|  | \| \| Bambusinae \| \| \| \| \| \| Holttumochloinae \| \| \| \| |
|  |                                                                 |
|  | Bambusinae                                                      |
|  |                                                                 |
|  | Holttumochloinae                                                |
|  |                                                                 |

|  | Bambusinae       |
|  |                  |
|  | Holttumochloinae |
|  |                  |

|  | Greslaniinae |
|  |              |
|  | Dinochloinae |
|  |              |

|  | Temburongiinae                                                  |
|  |                                                                 |
|  | \| \| Bambusinae \| \| \| \| \| \| Holttumochloinae \| \| \| \| |
|  |                                                                 |
|  | Bambusinae                                                      |
|  |                                                                 |
|  | Holttumochloinae                                                |
|  |                                                                 |

|  | Bambusinae       |
|  |                  |
|  | Holttumochloinae |
|  |                  |

|  | Buergersiochloinae                                      |
|  |                                                         |
|  | \| \| Parianinae \| \| \| \| \| \| Olyrinae \| \| \| \| |
|  |                                                         |
|  | Parianinae                                              |
|  |                                                         |
|  | Olyrinae                                                |
|  |                                                         |

|  | Parianinae |
|  |            |
|  | Olyrinae   |
|  |            |

|  | Chusqueinae                                                     |
|  |                                                                 |
|  | \| \| Arthrostylidiinae \| \| \| \| \| \| Guaduinae \| \| \| \| |
|  |                                                                 |
|  | Arthrostylidiinae                                               |
|  |                                                                 |
|  | Guaduinae                                                       |
|  |                                                                 |

|  | Arthrostylidiinae |
|  |                   |
|  | Guaduinae         |
|  |                   |

|  | Greslaniinae |
|  |              |
|  | Dinochloinae |
|  |              |

|  | Temburongiinae                                                  |
|  |                                                                 |
|  | \| \| Bambusinae \| \| \| \| \| \| Holttumochloinae \| \| \| \| |
|  |                                                                 |
|  | Bambusinae                                                      |
|  |                                                                 |
|  | Holttumochloinae                                                |
|  |                                                                 |

|  | Bambusinae       |
|  |                  |
|  | Holttumochloinae |
|  |                  |

|  | Greslaniinae |
|  |              |
|  | Dinochloinae |
|  |              |

|  | Temburongiinae                                                  |
|  |                                                                 |
|  | \| \| Bambusinae \| \| \| \| \| \| Holttumochloinae \| \| \| \| |
|  |                                                                 |
|  | Bambusinae                                                      |
|  |                                                                 |
|  | Holttumochloinae                                                |
|  |                                                                 |

|  | Bambusinae       |
|  |                  |
|  | Holttumochloinae |
|  |                  |

|  | Greslaniinae |
|  |              |
|  | Dinochloinae |
|  |              |

|  | Temburongiinae                                                  |
|  |                                                                 |
|  | \| \| Bambusinae \| \| \| \| \| \| Holttumochloinae \| \| \| \| |
|  |                                                                 |
|  | Bambusinae                                                      |
|  |                                                                 |
|  | Holttumochloinae                                                |
|  |                                                                 |

|  | Bambusinae       |
|  |                  |
|  | Holttumochloinae |
|  |                  |

|  | Greslaniinae |
|  |              |
|  | Dinochloinae |
|  |              |

|  | Temburongiinae                                                  |
|  |                                                                 |
|  | \| \| Bambusinae \| \| \| \| \| \| Holttumochloinae \| \| \| \| |
|  |                                                                 |
|  | Bambusinae                                                      |
|  |                                                                 |
|  | Holttumochloinae                                                |
|  |                                                                 |

|  | Bambusinae       |
|  |                  |
|  | Holttumochloinae |
|  |                  |

|  | Chusqueinae                                                     |
|  |                                                                 |
|  | \| \| Arthrostylidiinae \| \| \| \| \| \| Guaduinae \| \| \| \| |
|  |                                                                 |
|  | Arthrostylidiinae                                               |
|  |                                                                 |
|  | Guaduinae                                                       |
|  |                                                                 |

|  | Arthrostylidiinae |
|  |                   |
|  | Guaduinae         |
|  |                   |

|  | Greslaniinae |
|  |              |
|  | Dinochloinae |
|  |              |

|  | Temburongiinae                                                  |
|  |                                                                 |
|  | \| \| Bambusinae \| \| \| \| \| \| Holttumochloinae \| \| \| \| |
|  |                                                                 |
|  | Bambusinae                                                      |
|  |                                                                 |
|  | Holttumochloinae                                                |
|  |                                                                 |

|  | Bambusinae       |
|  |                  |
|  | Holttumochloinae |
|  |                  |

|  | Greslaniinae |
|  |              |
|  | Dinochloinae |
|  |              |

|  | Temburongiinae                                                  |
|  |                                                                 |
|  | \| \| Bambusinae \| \| \| \| \| \| Holttumochloinae \| \| \| \| |
|  |                                                                 |
|  | Bambusinae                                                      |
|  |                                                                 |
|  | Holttumochloinae                                                |
|  |                                                                 |

|  | Bambusinae       |
|  |                  |
|  | Holttumochloinae |
|  |                  |

|  | Greslaniinae |
|  |              |
|  | Dinochloinae |
|  |              |

|  | Temburongiinae                                                  |
|  |                                                                 |
|  | \| \| Bambusinae \| \| \| \| \| \| Holttumochloinae \| \| \| \| |
|  |                                                                 |
|  | Bambusinae                                                      |
|  |                                                                 |
|  | Holttumochloinae                                                |
|  |                                                                 |

|  | Bambusinae       |
|  |                  |
|  | Holttumochloinae |
|  |                  |

|  | Greslaniinae |
|  |              |
|  | Dinochloinae |
|  |              |

|  | Temburongiinae                                                  |
|  |                                                                 |
|  | \| \| Bambusinae \| \| \| \| \| \| Holttumochloinae \| \| \| \| |
|  |                                                                 |
|  | Bambusinae                                                      |
|  |                                                                 |
|  | Holttumochloinae                                                |
|  |                                                                 |

|  | Bambusinae       |
|  |                  |
|  | Holttumochloinae |
|  |                  |

#### Età
La seguente tabella mostra una stima dei tempi di divergenza dei nodi indicati (sono state usate diverse strategie di calibrazione includendo anche informazioni fossili).
| Nodo                                          | Da - a (milioni di anni fa) | Date fossili (milioni di anni fa) |
| --------------------------------------------- | --------------------------- | --------------------------------- |
| Sviluppo centrale della famiglia Bambusoideae | Da 56 a 34                  | Circa 47                          |
| Separazione Bambuseae/Olyreae                 | Da 51 a 28                  | Circa 40                          |
| Sviluppo centrale delle Olyreae               | Da 40 a 18                  | Circa 30                          |
| Sviluppo centrale delle Bambuseae             | Da 35 a 16                  | Circa 28                          |
| Sviluppo centrale dei bambù neotropicali      | Da 34 a 13                  | Circa 27                          |
| Sviluppo centrale dei bambù paleotropicali    | Da 31 a 15                  | Circa 25                          |
| Sviluppo centrale delle Arundinarieae         | Da 20 a 6                   | Circa 14                          |

### Alcune specie

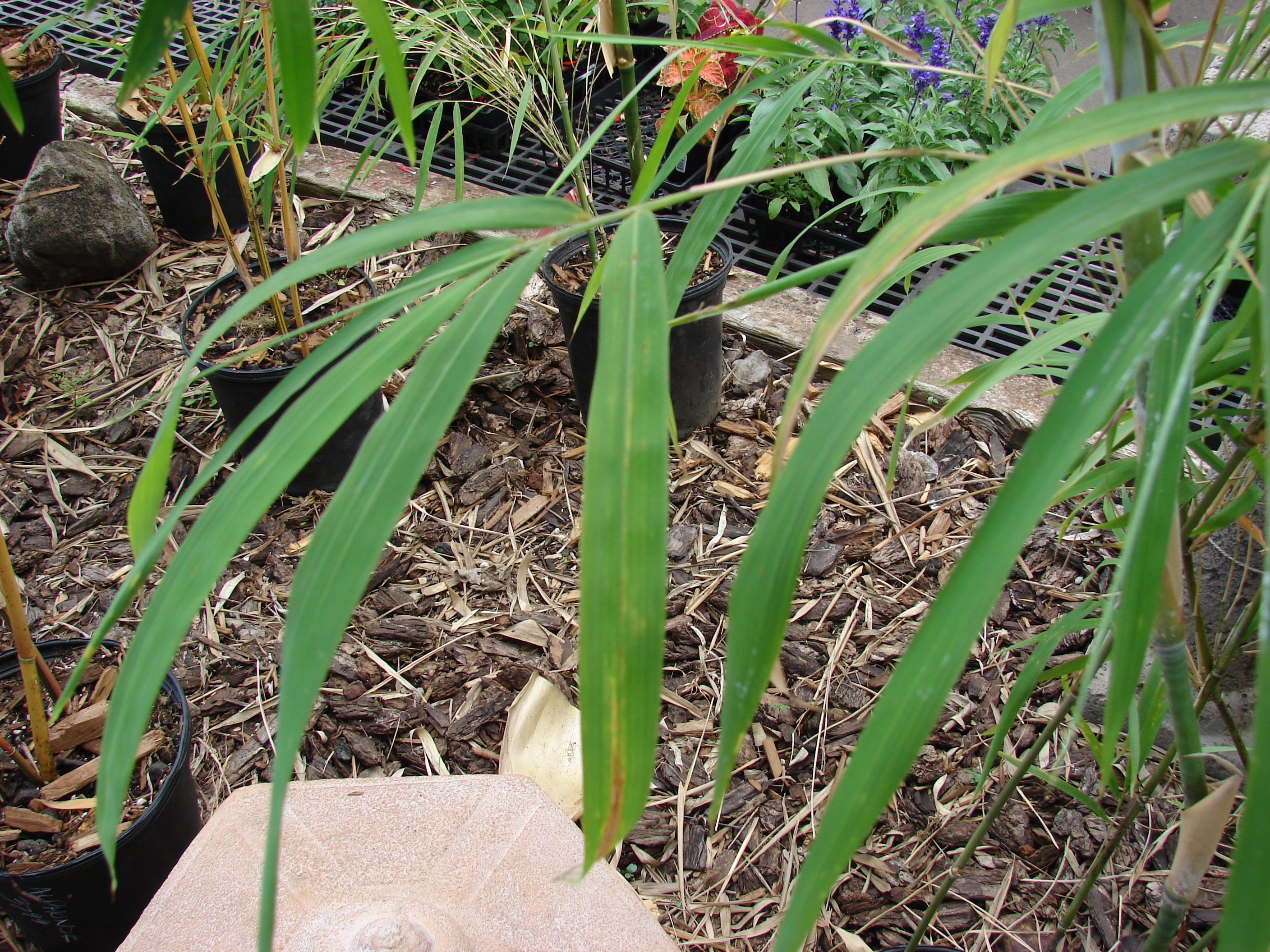
Nastus elatus

Sottotribù Ampelocaminae

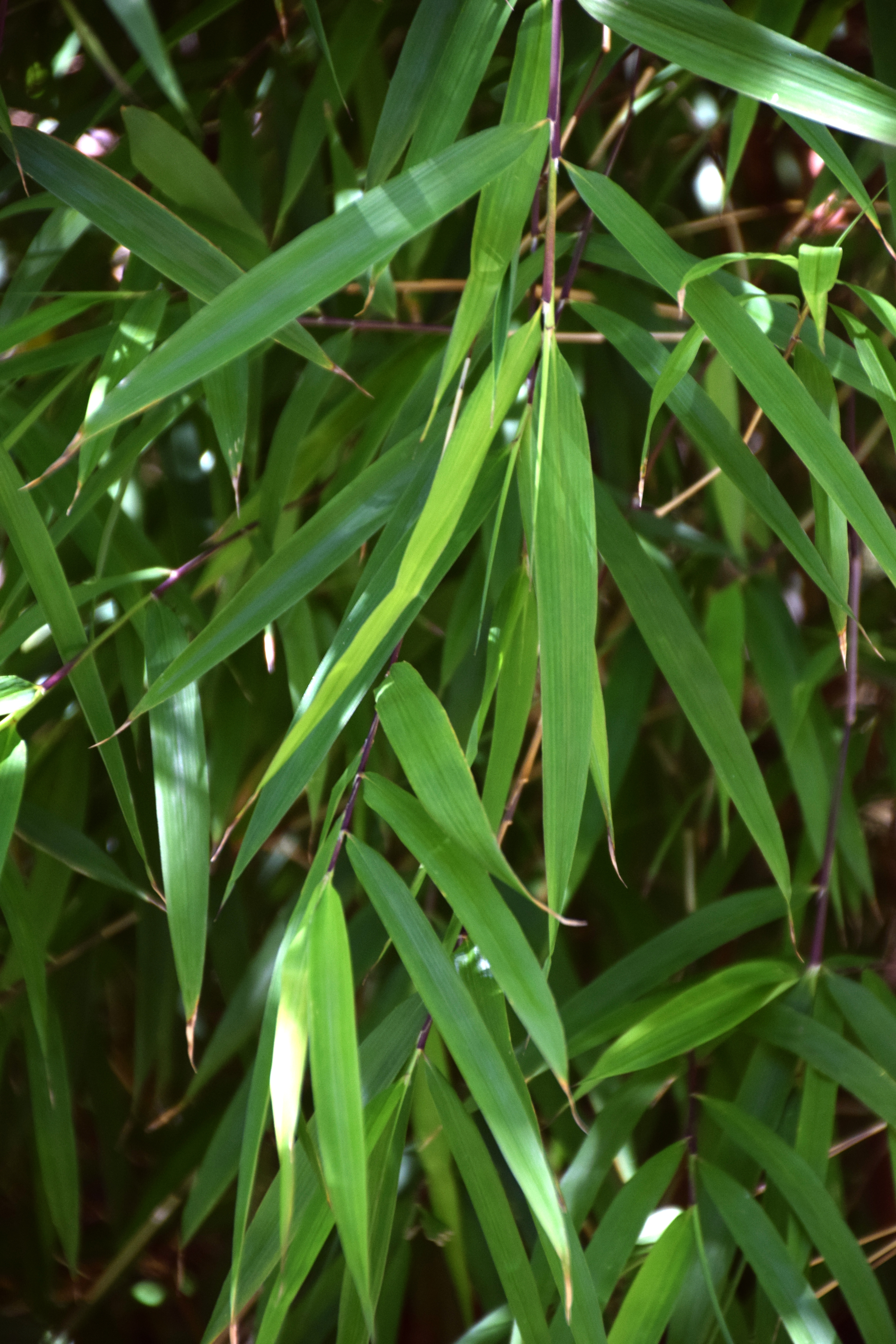
Drepanostachyum intermedium

Sottotribù Arundinariinae

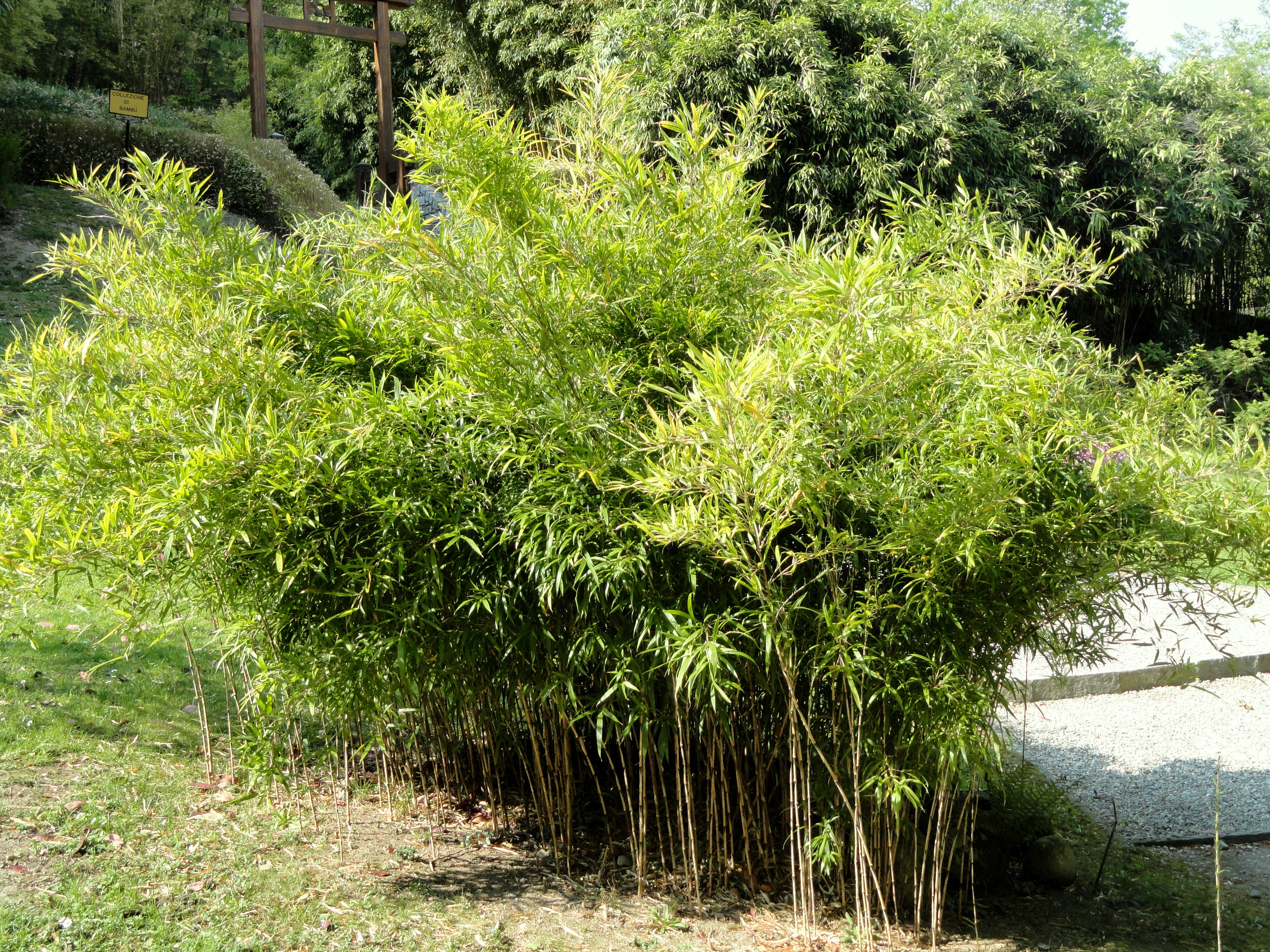
Chimonobambusa marmorea
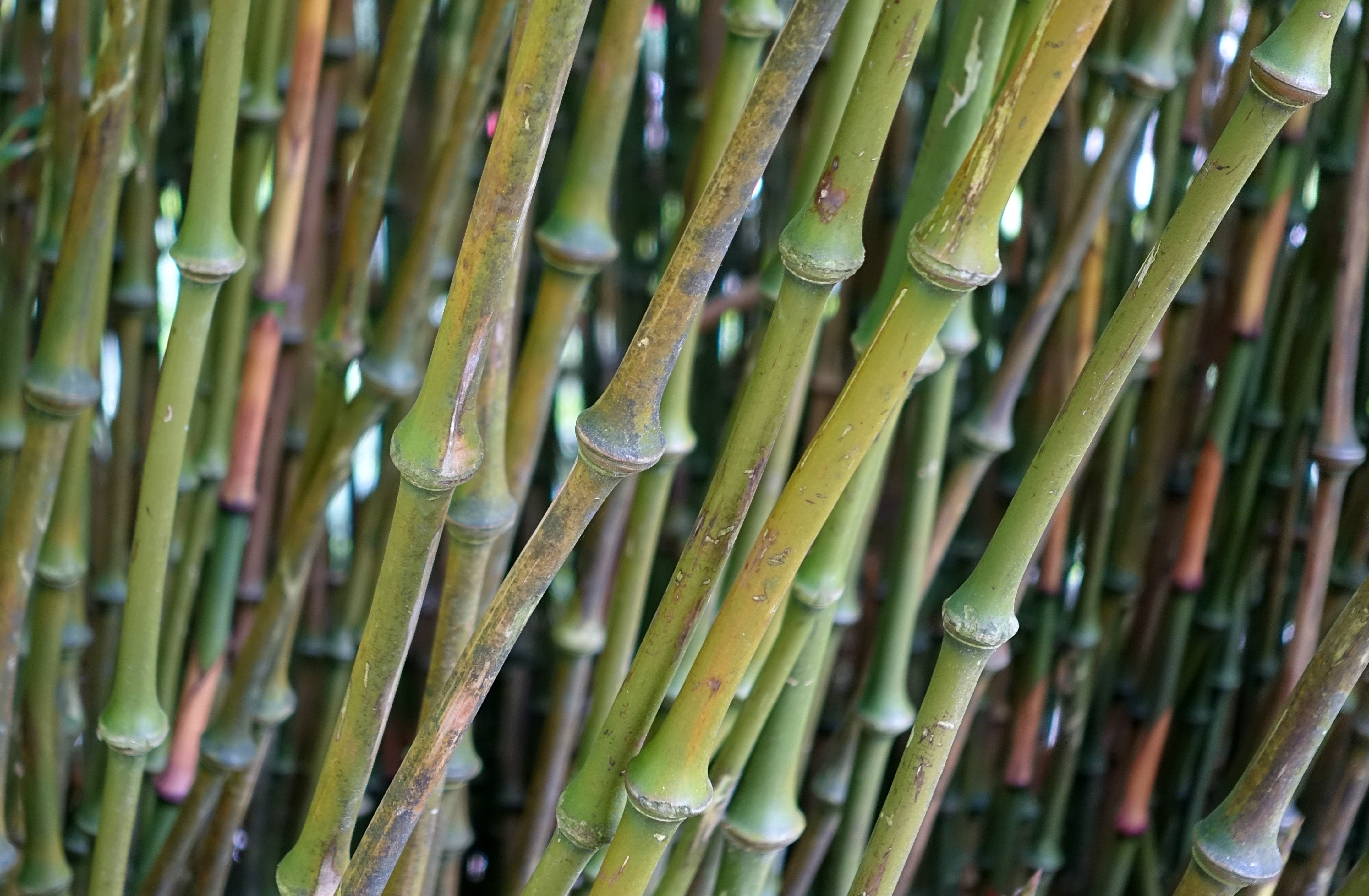
Chimonobambusa tumidissinoda
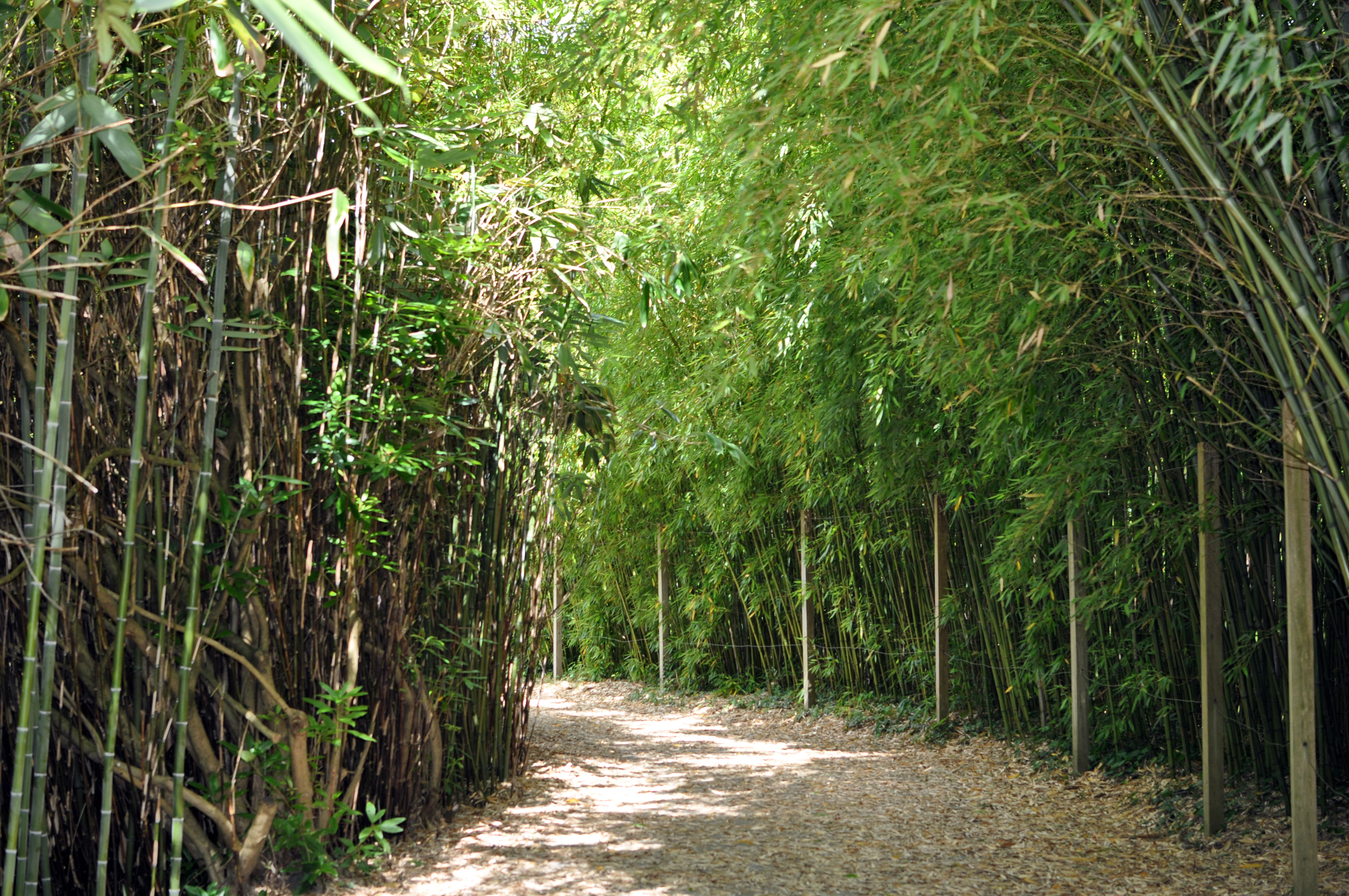
Pleioblastus chino
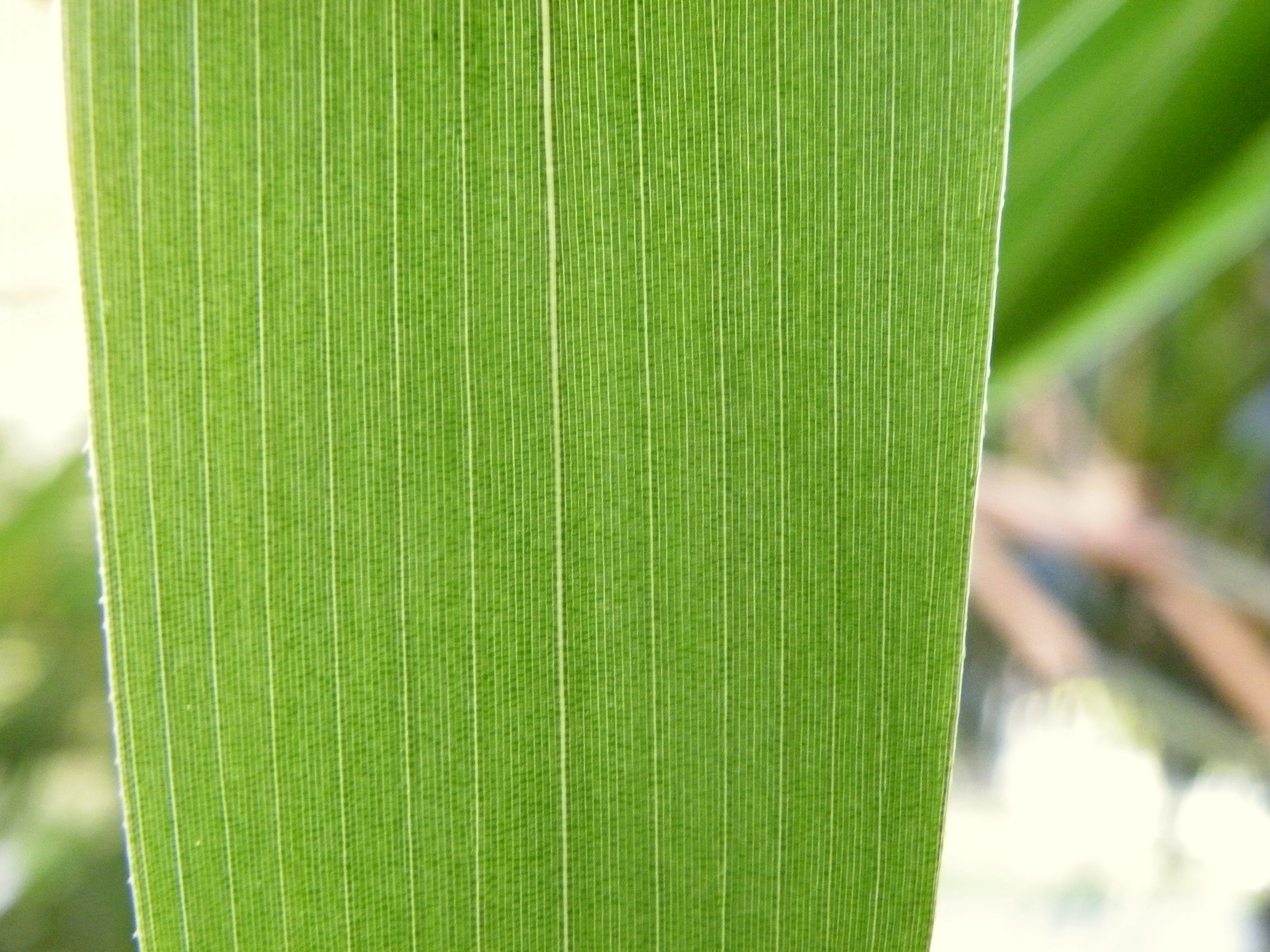
Pseudosasa japonica
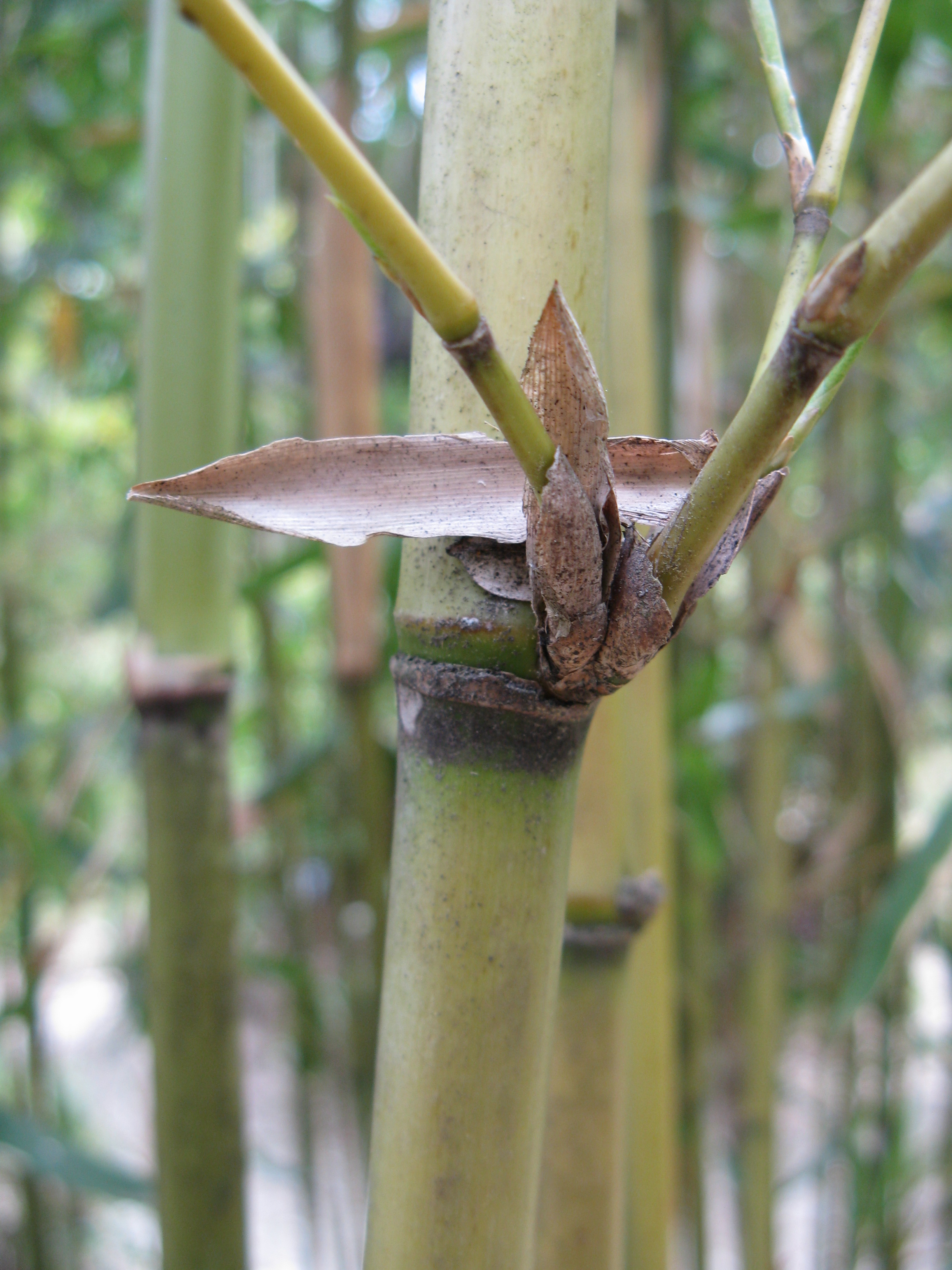
Semiarundinaria yashadake
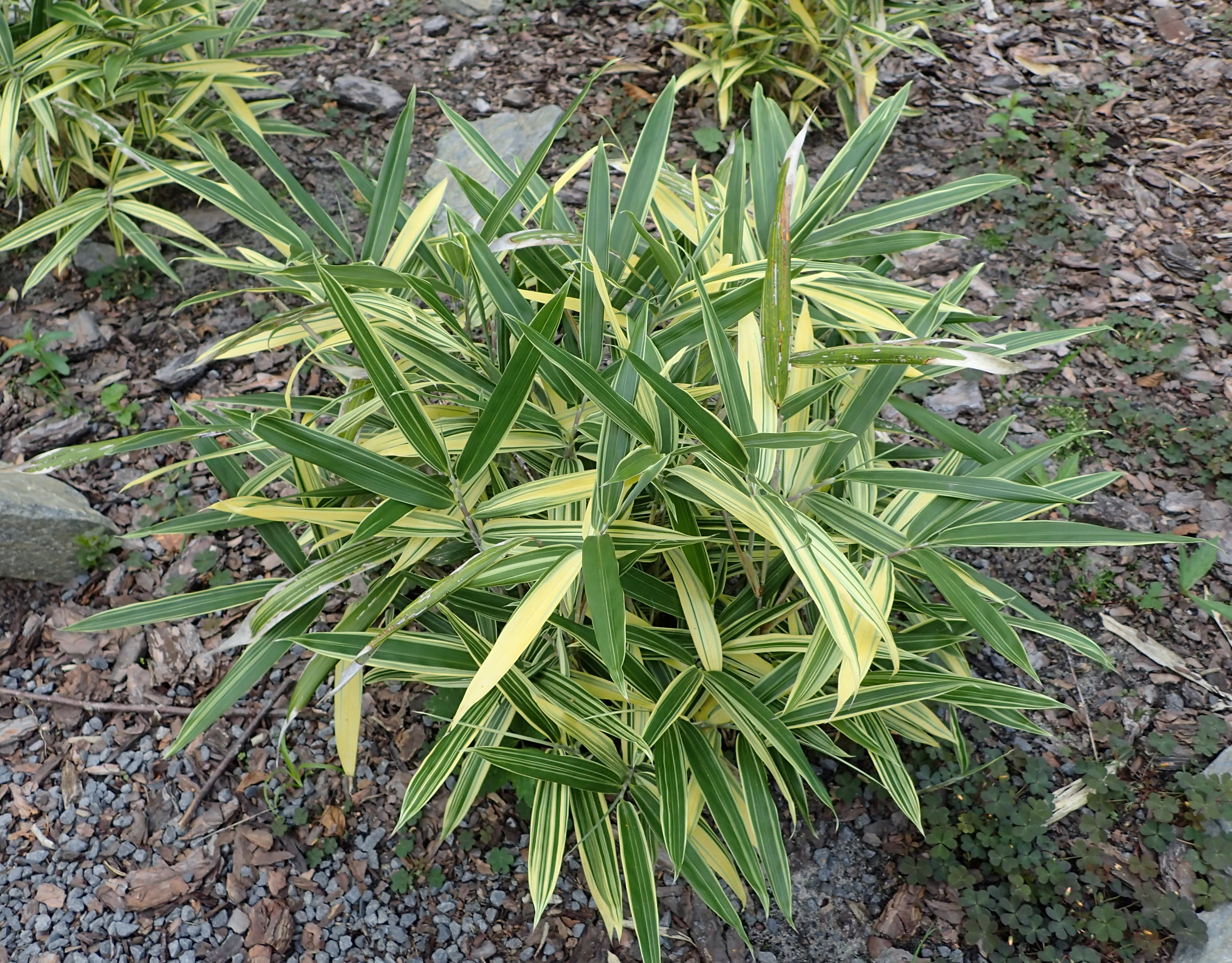
Sasaella masamuneana
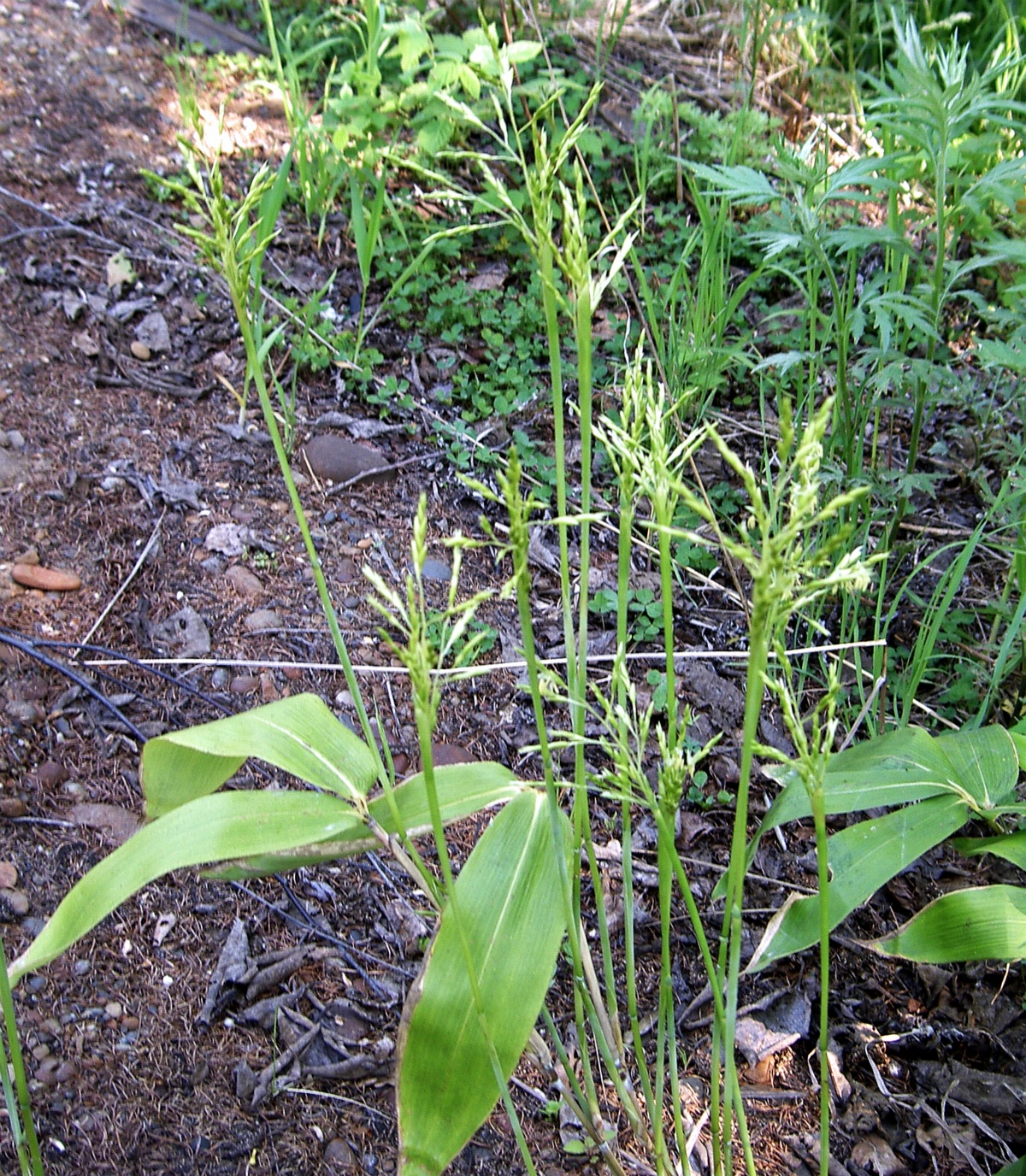
Sasa kurilensis
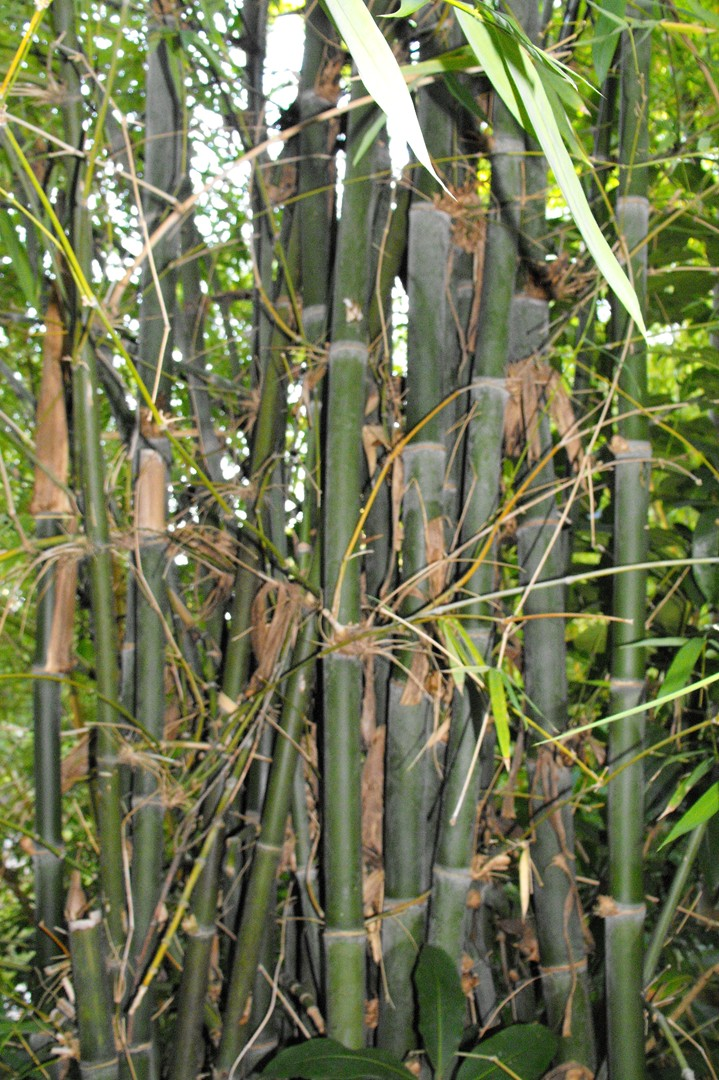
Sasa tsuboiana

Sottotribù Arthrostylidiinae

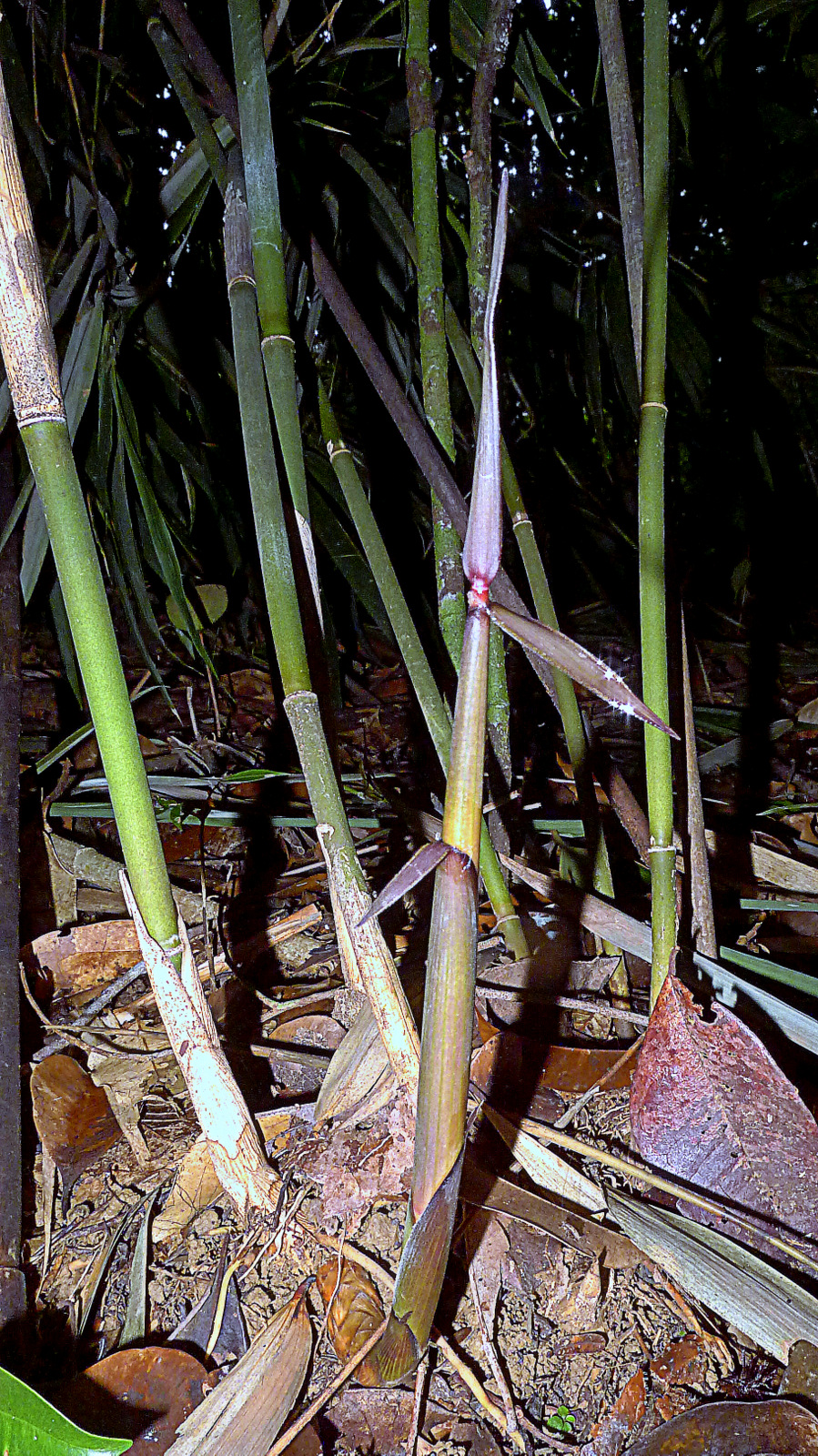
Merostachys procerrima
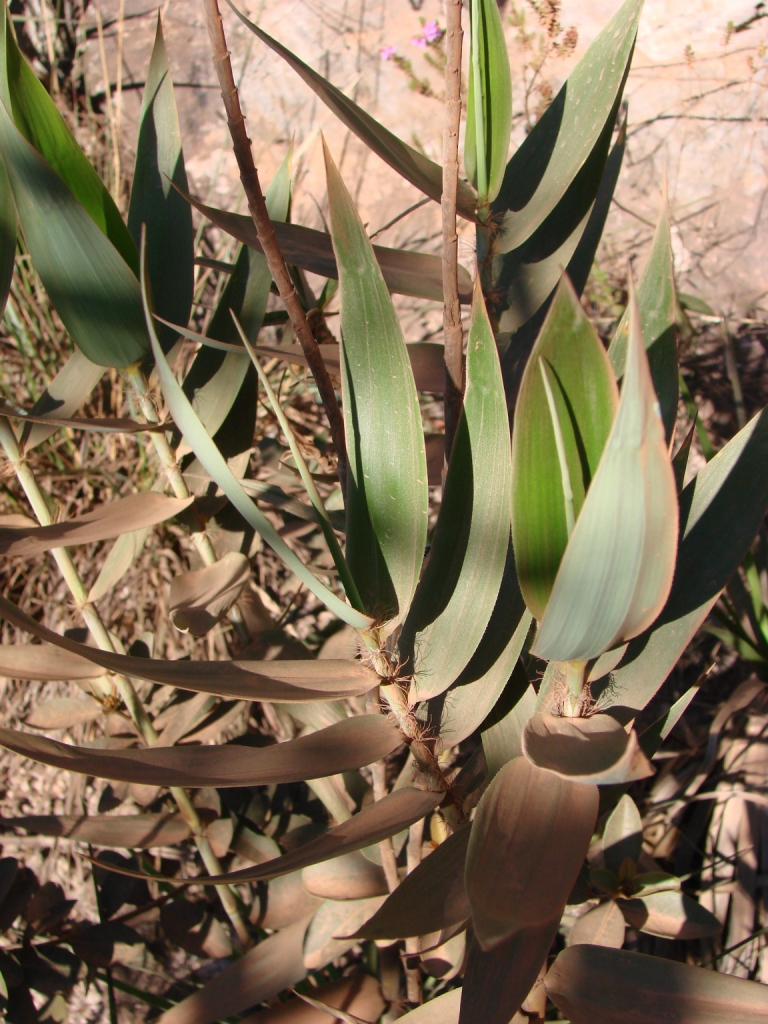
Aulonemia effusa
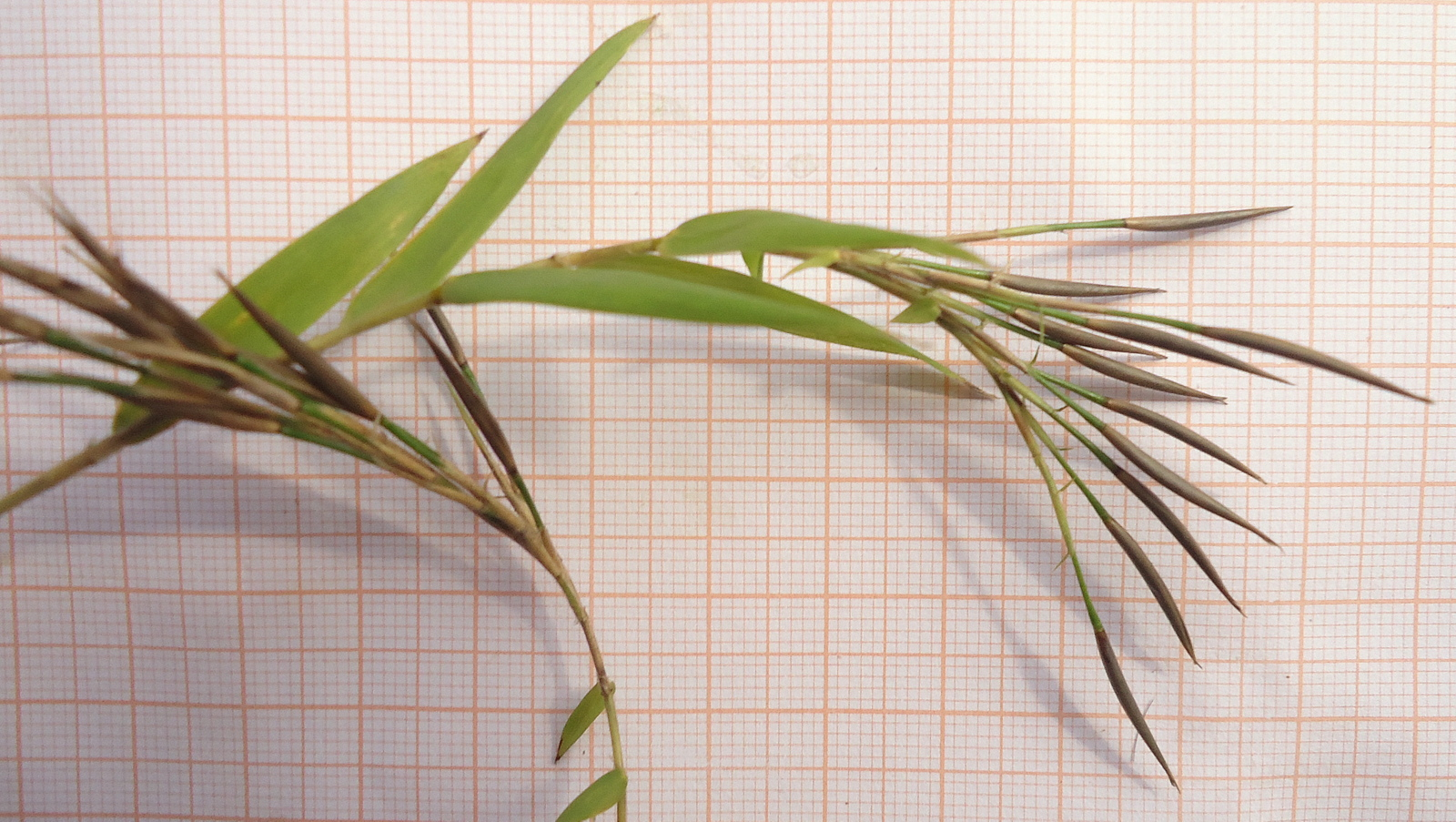
Atractantha falcata

Sottotribù Guaduinae

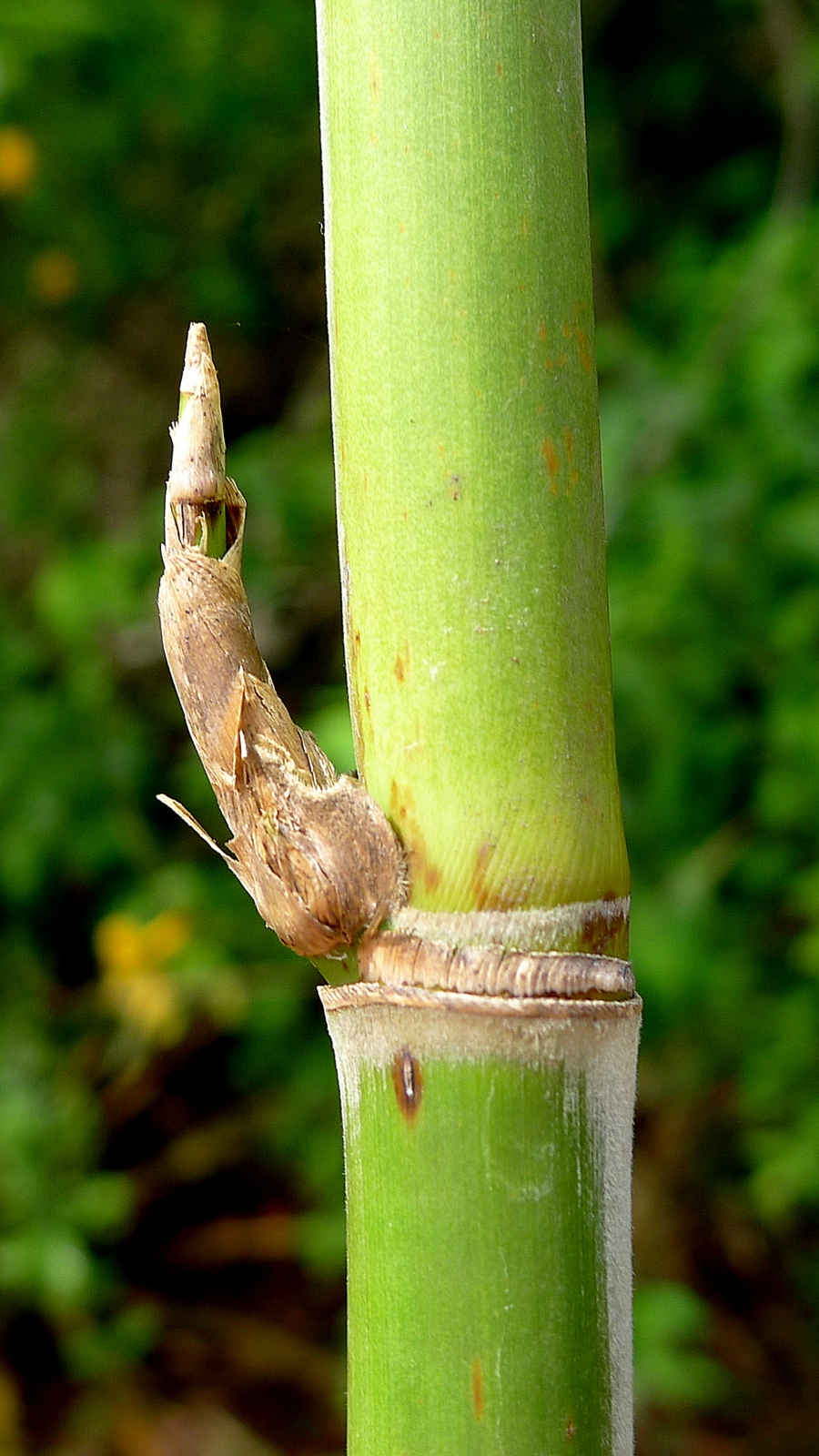
Guadua paniculata
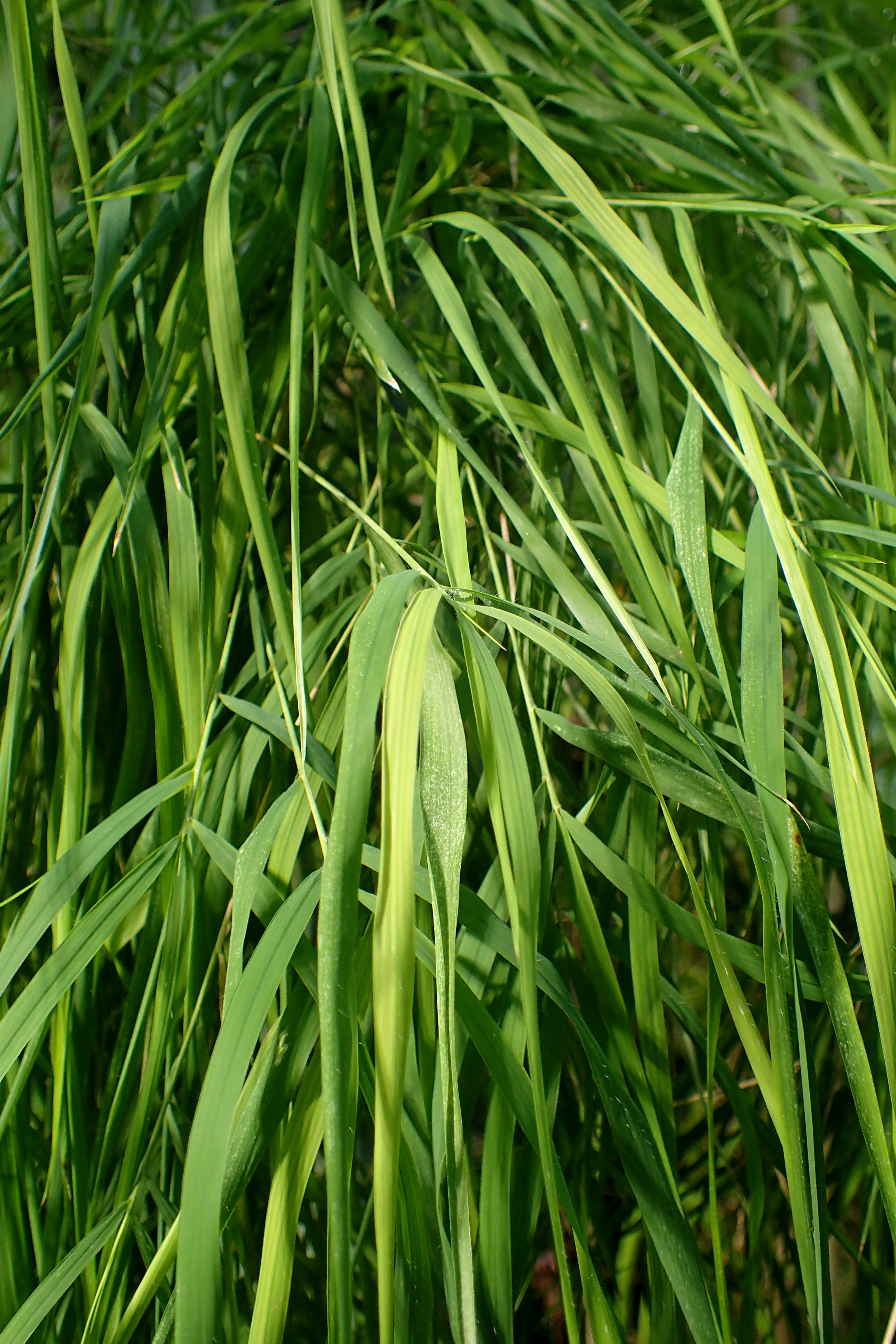
Otatea acuminata

Sottotribù Bambusinae

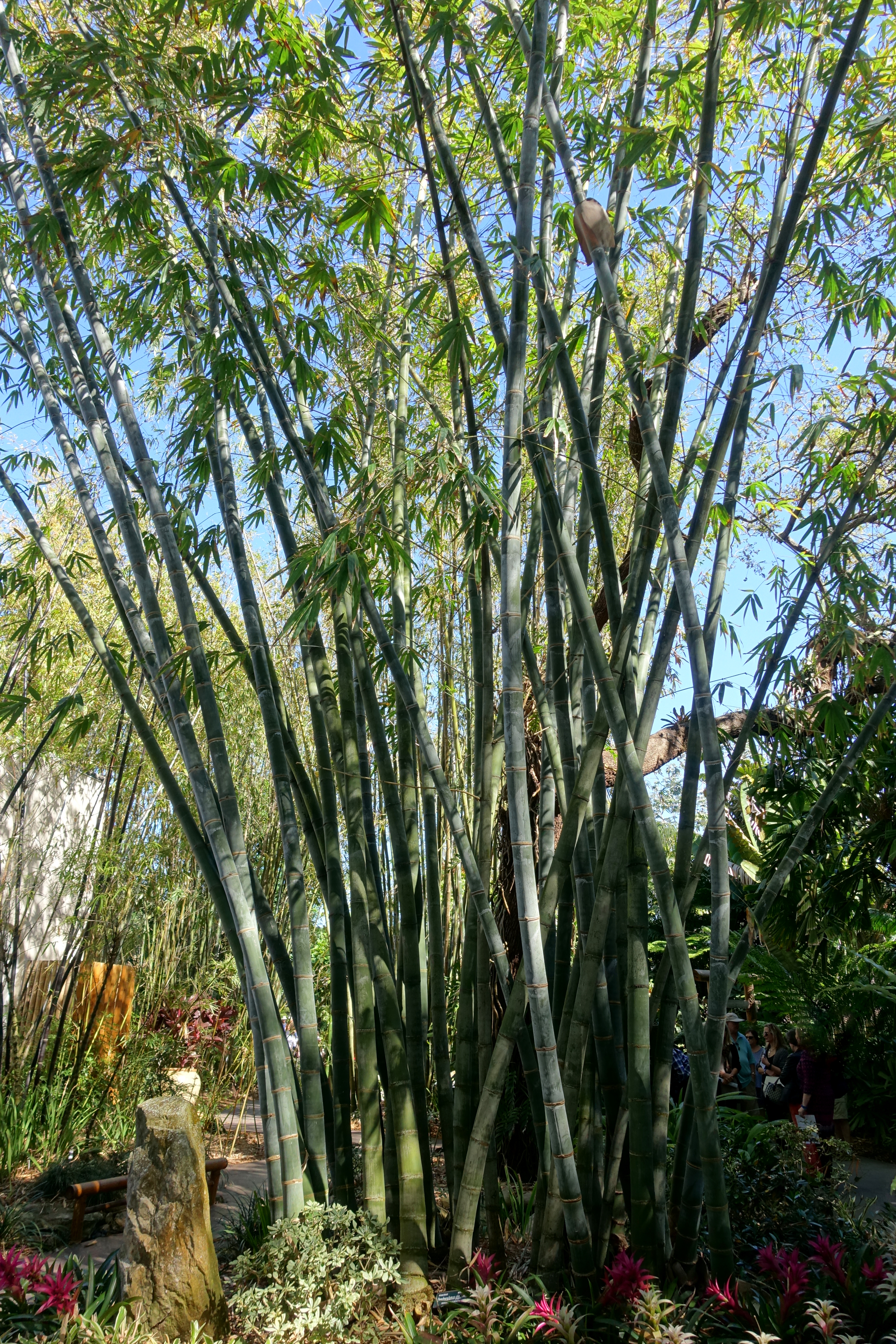
Dendrocalamus giganteus
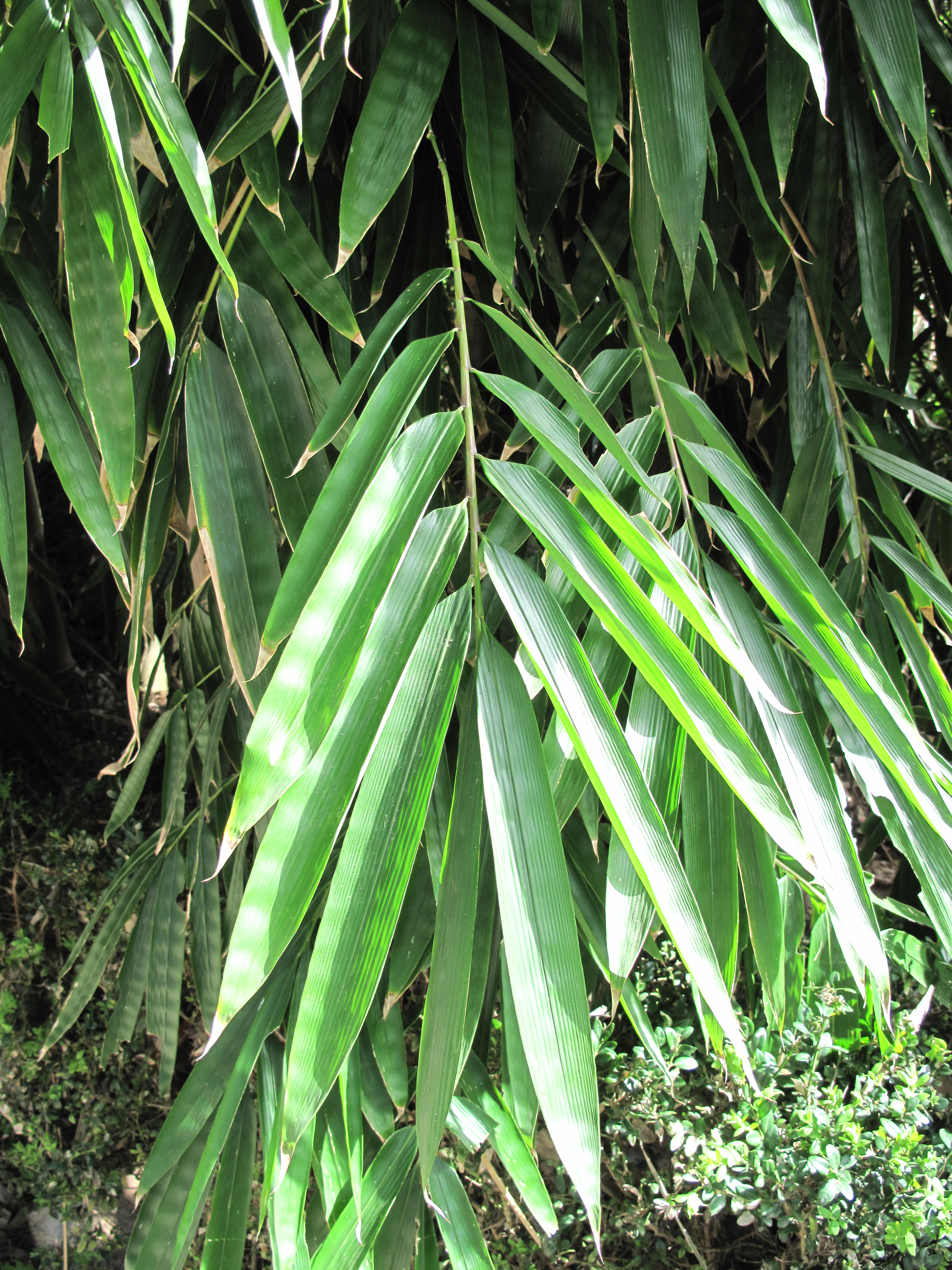
Dendrocalamus asper
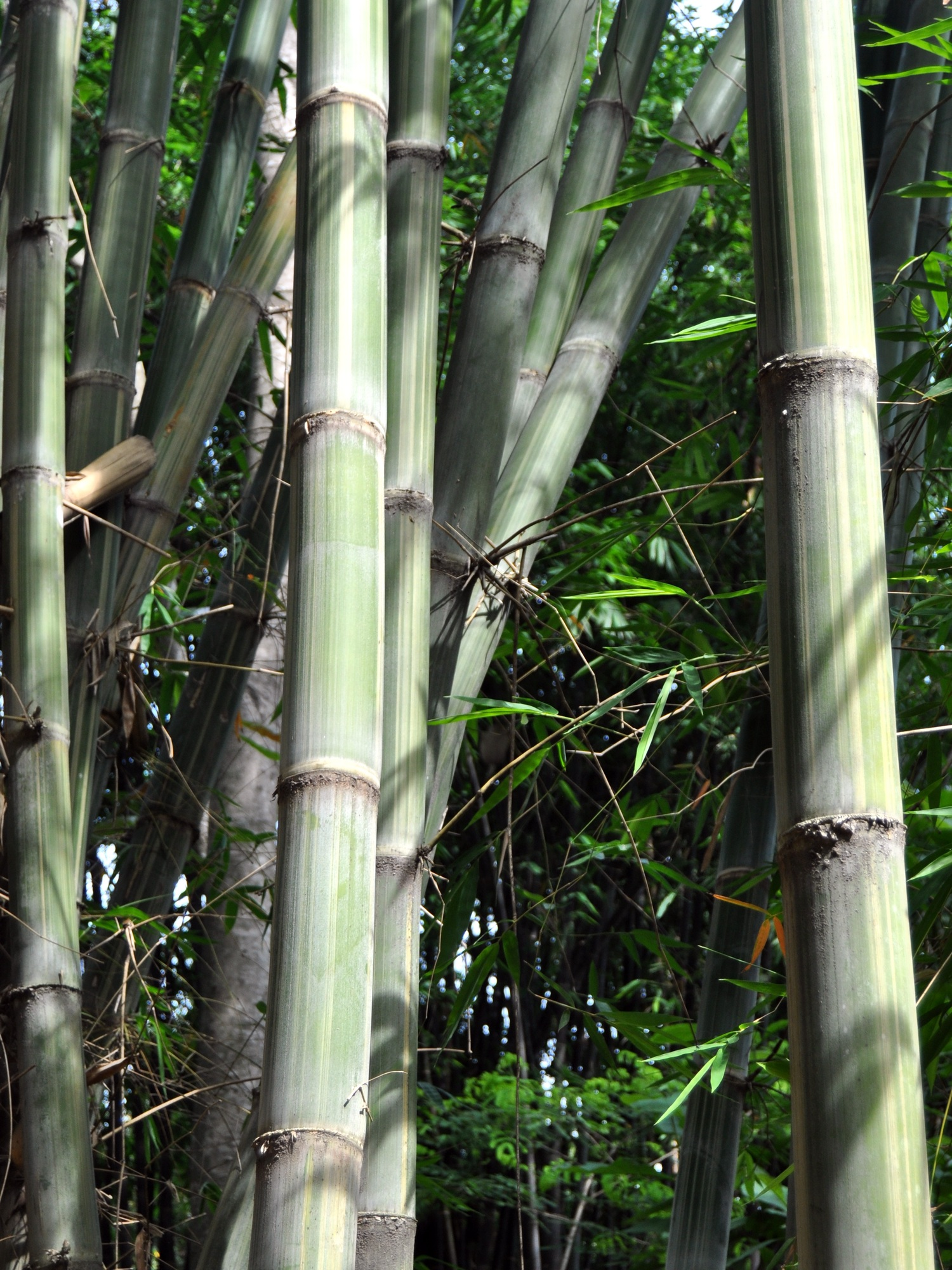
Gigantochloa verticillata
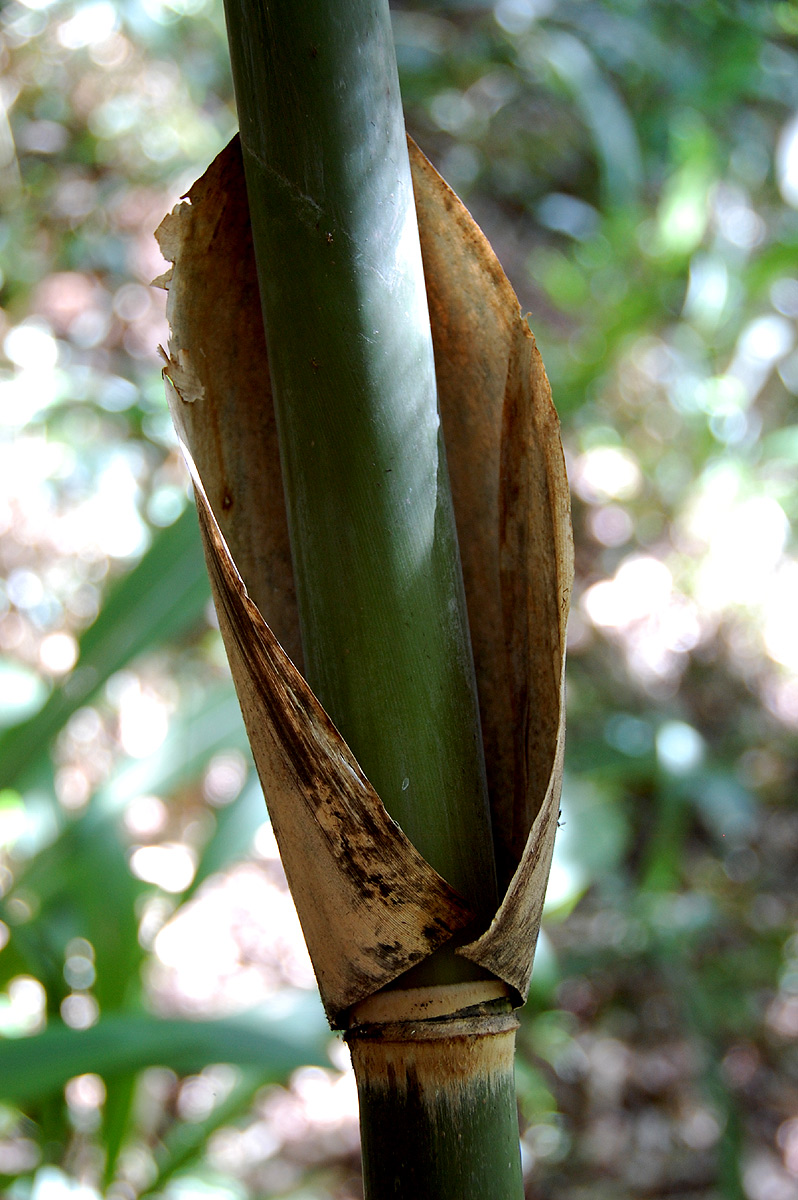
Oreobambos buchwaldii

Sottotribù Hickeliinae
- Nastus elatus

Sottotribù Melocanninae

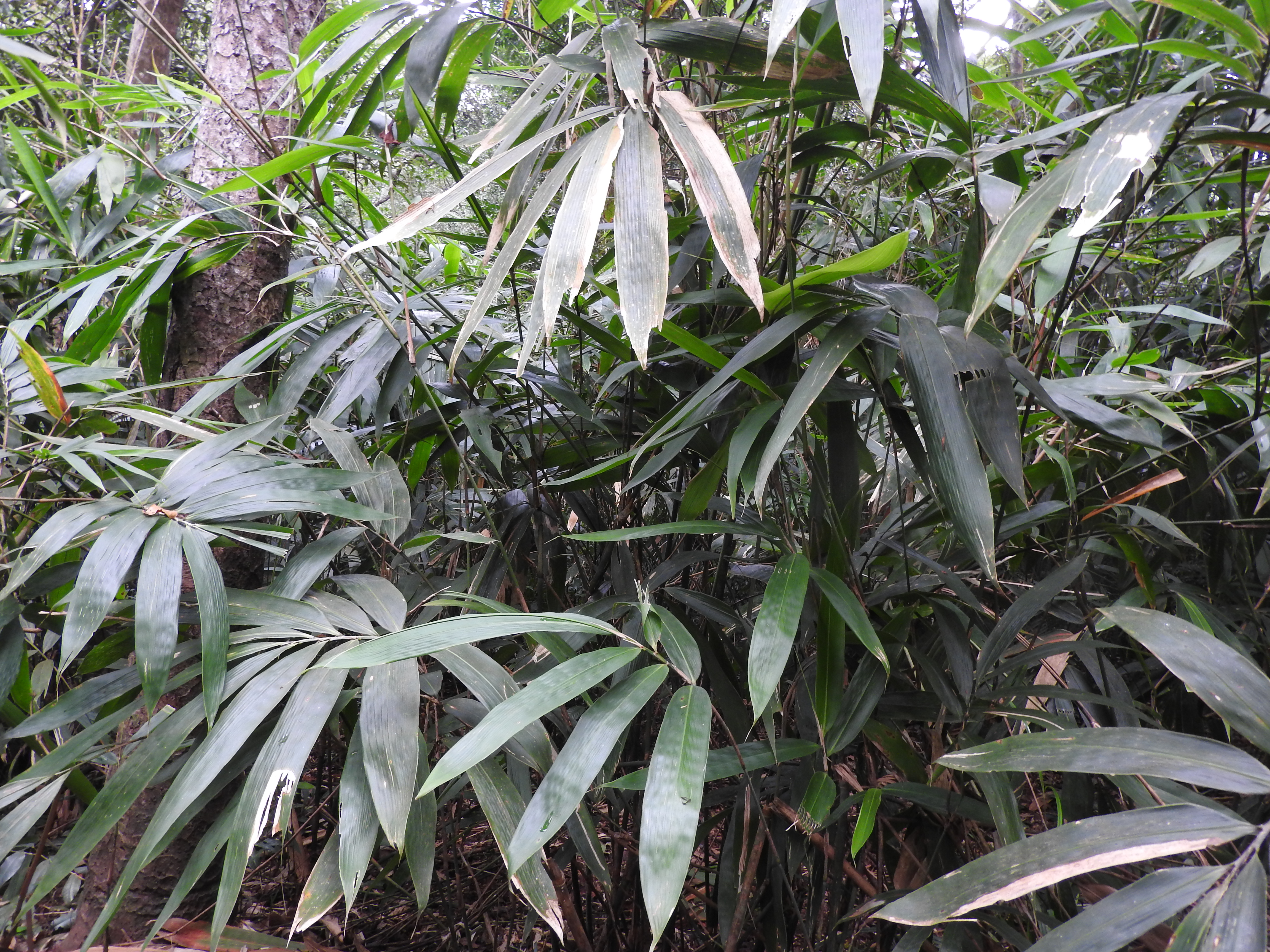
Ochlandra travancorica
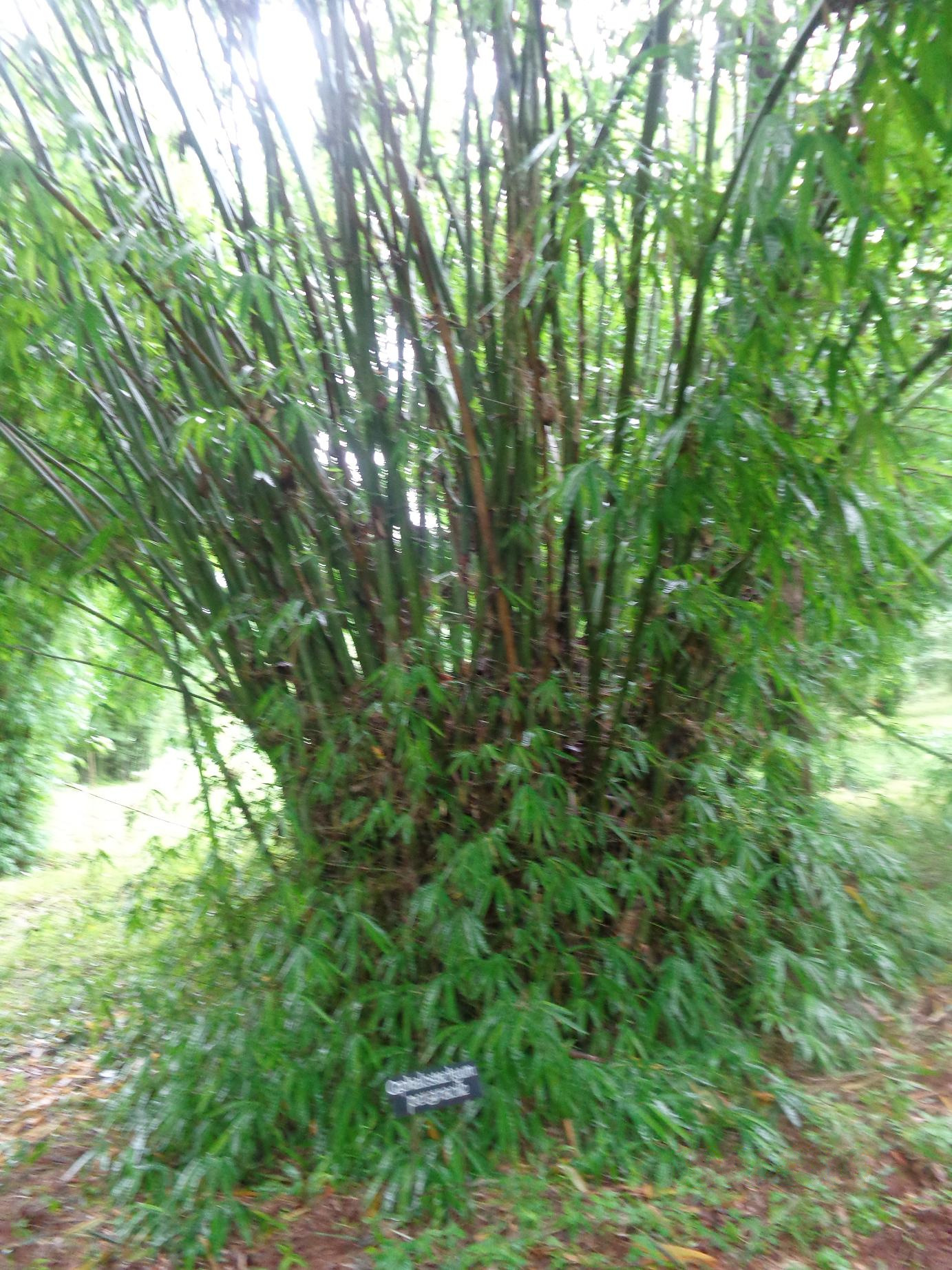
Cephalostachyum pergracile
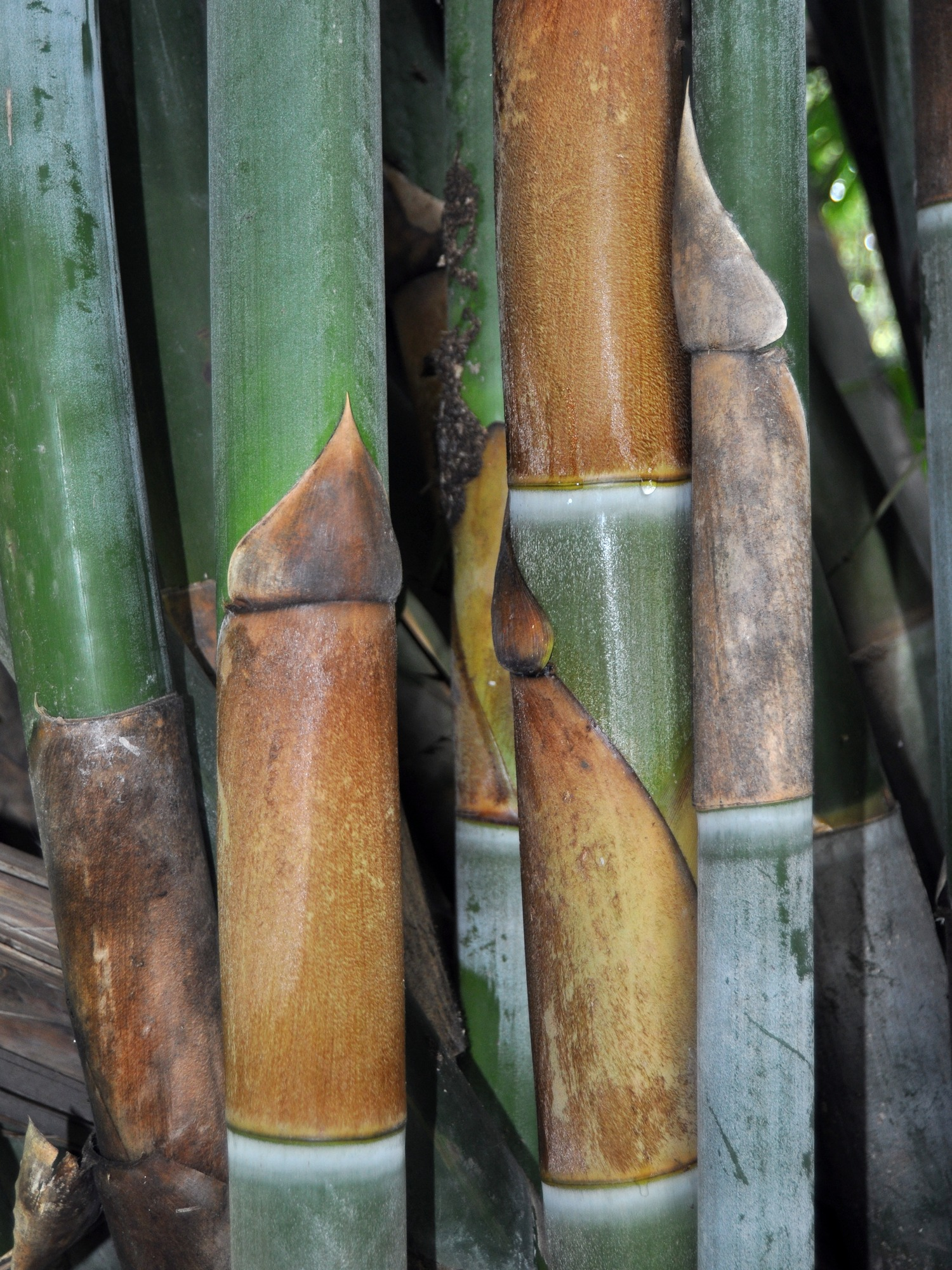
Schizostachyum brachycladum
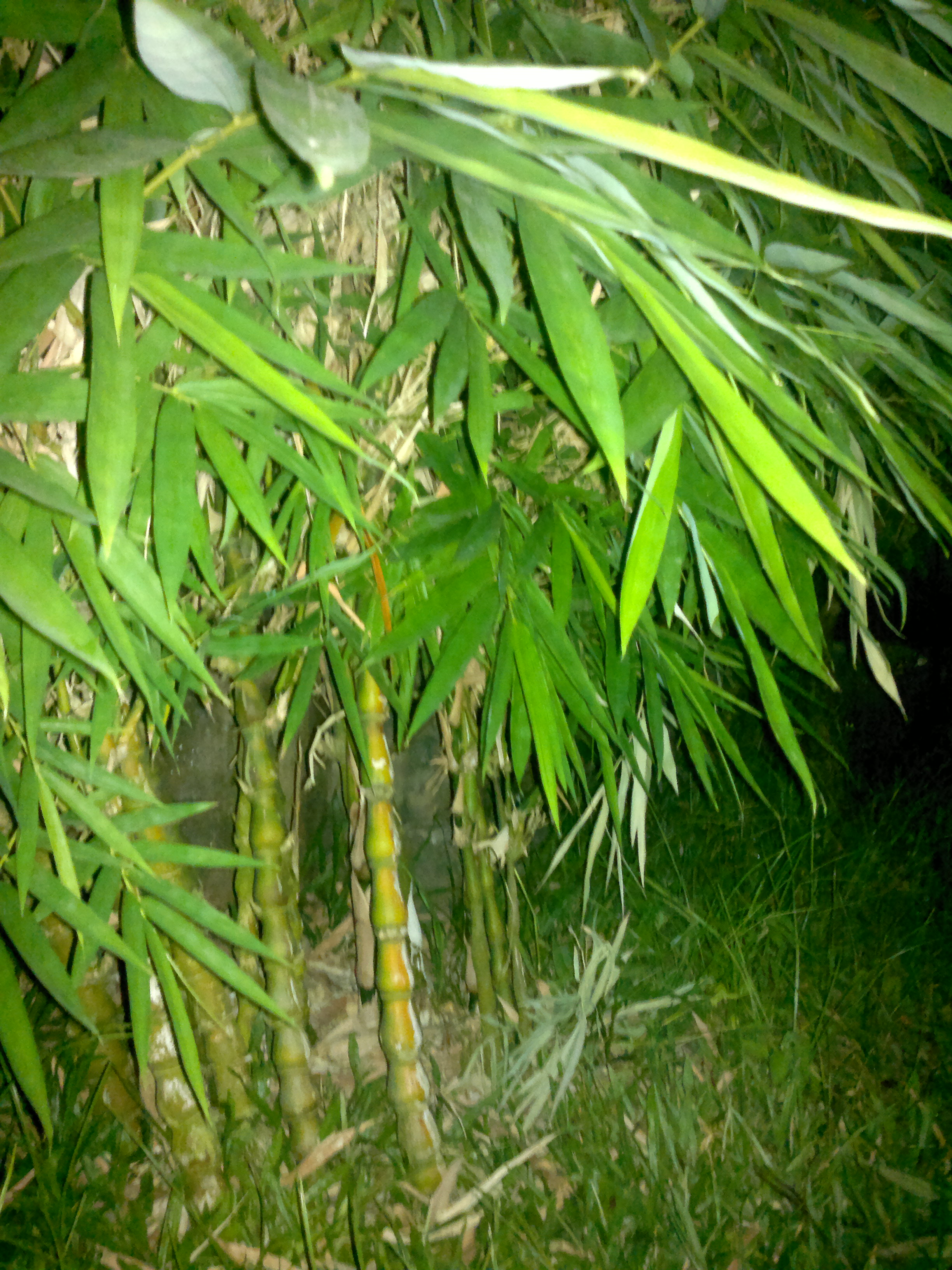
Ochlandra scriptoria

Sottotribù Thamnocalaminae

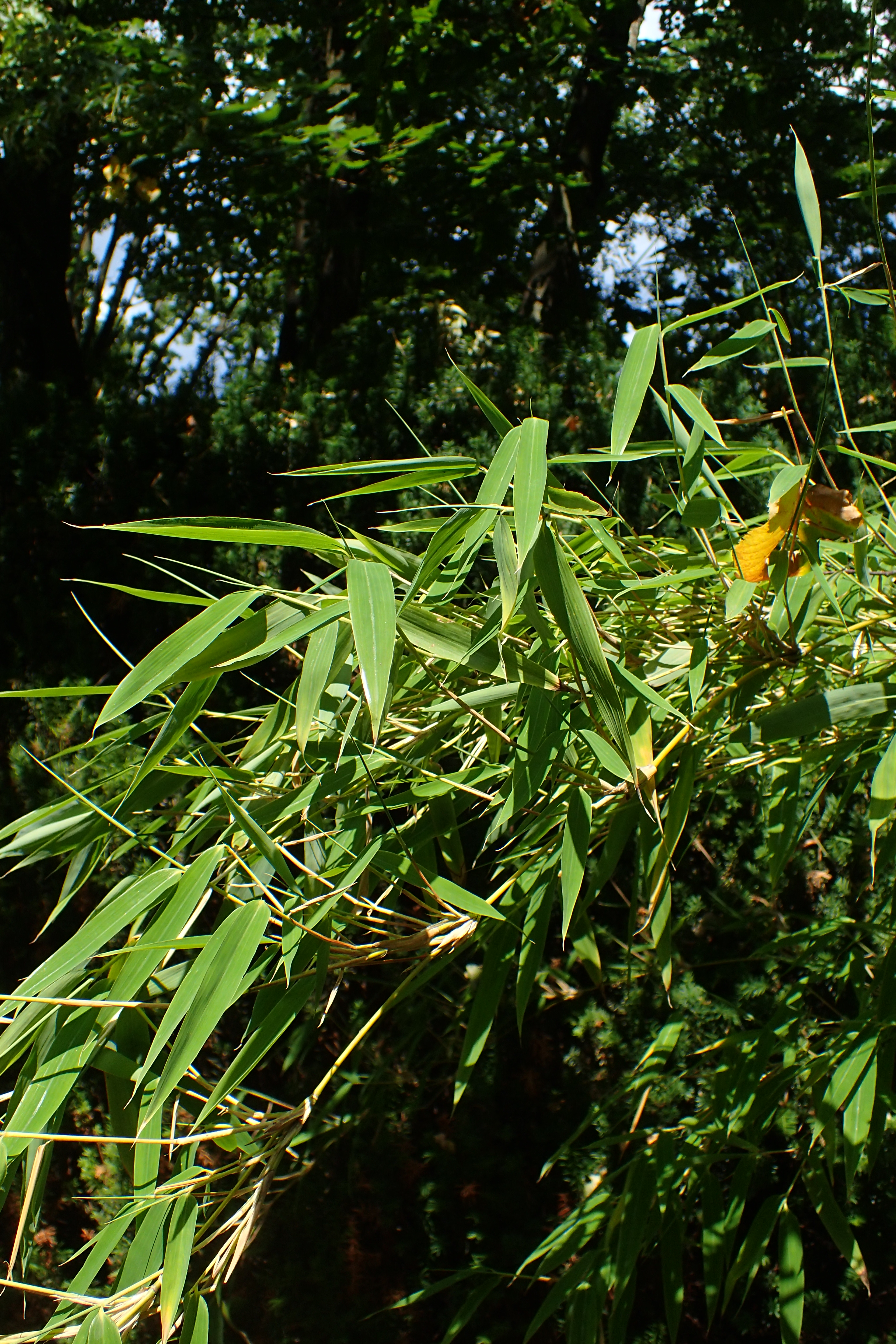
Fargesia murieliae
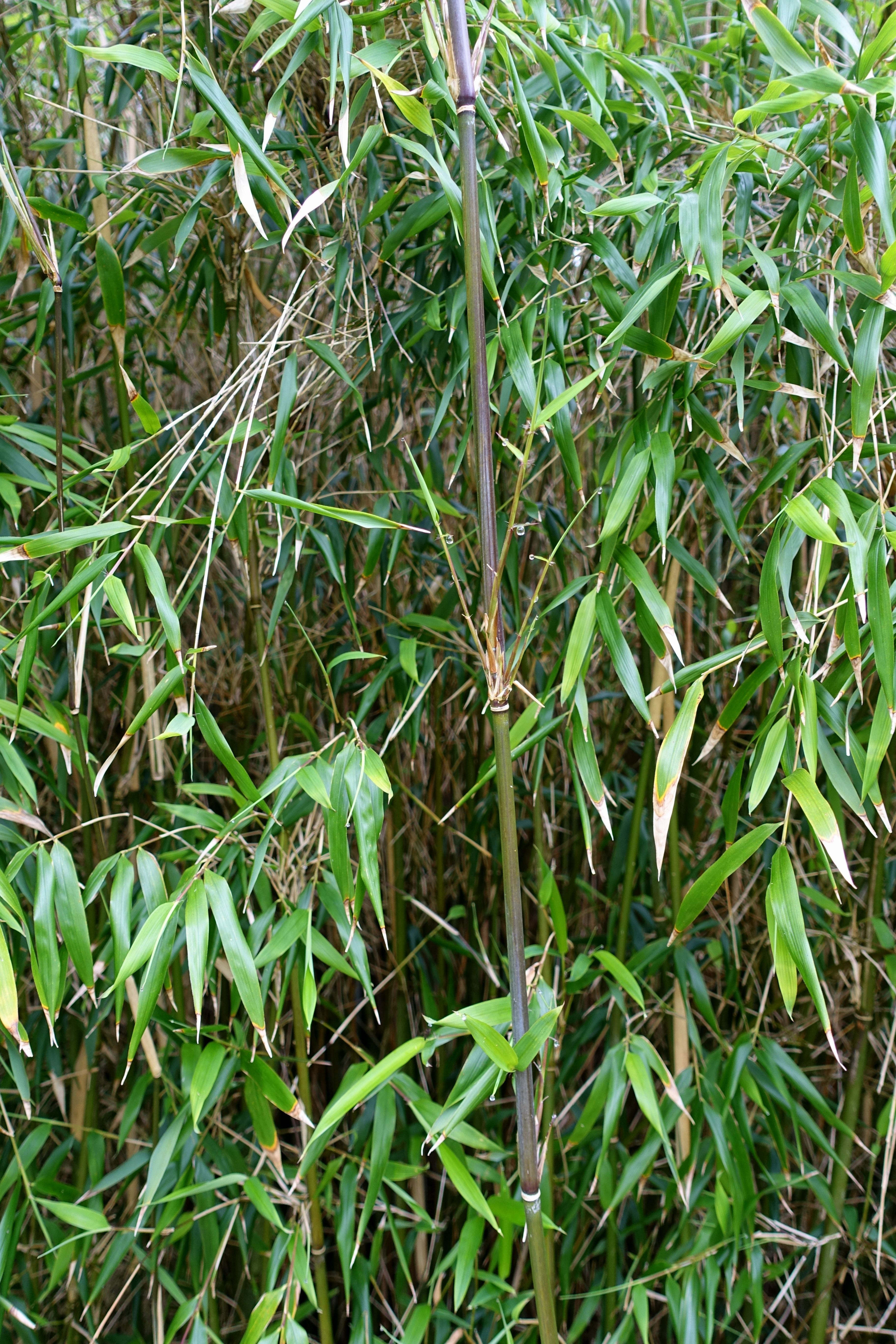
Yushania anceps

Sottotribù Olyrinae

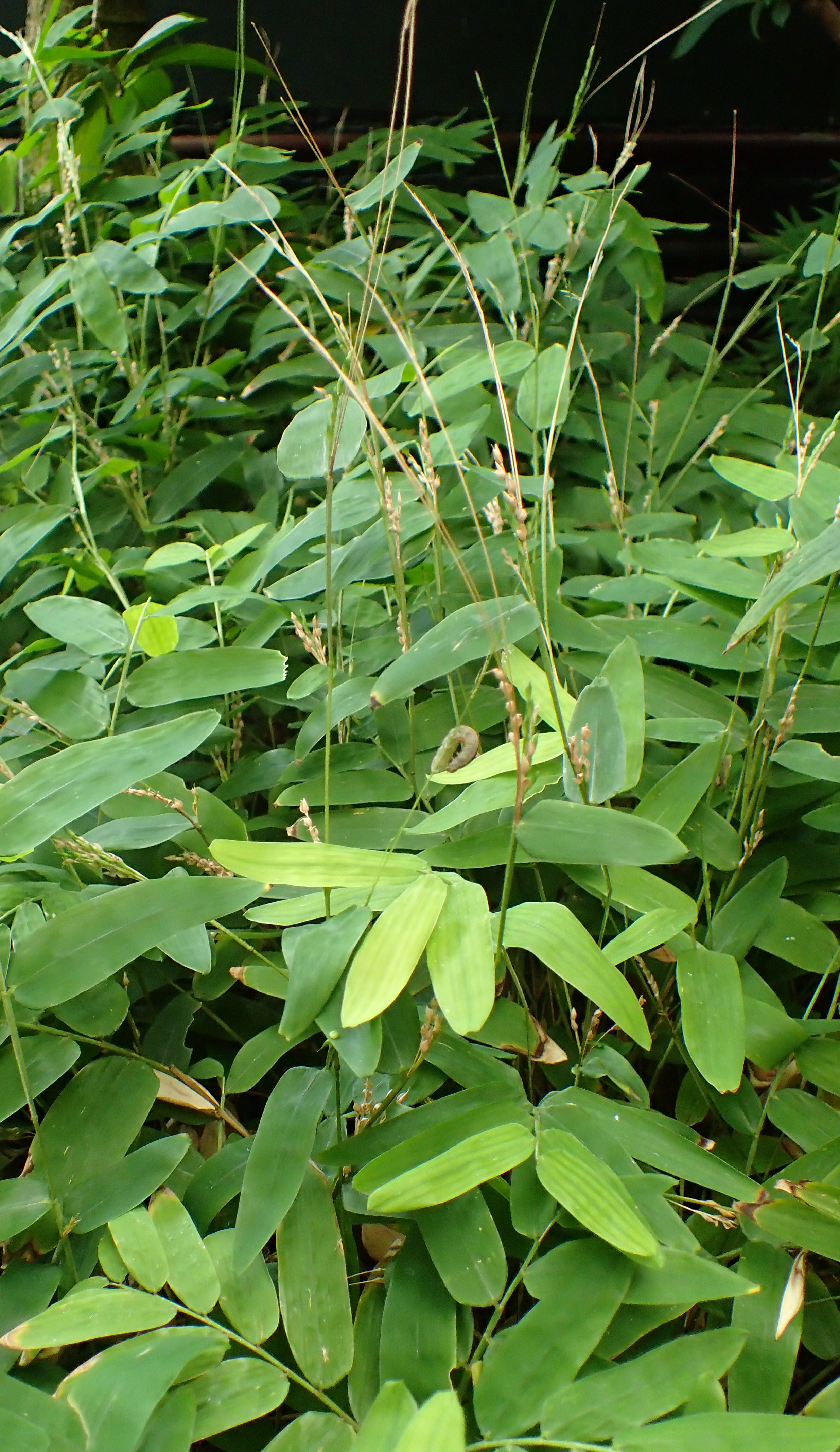
Raddia brasiliensis
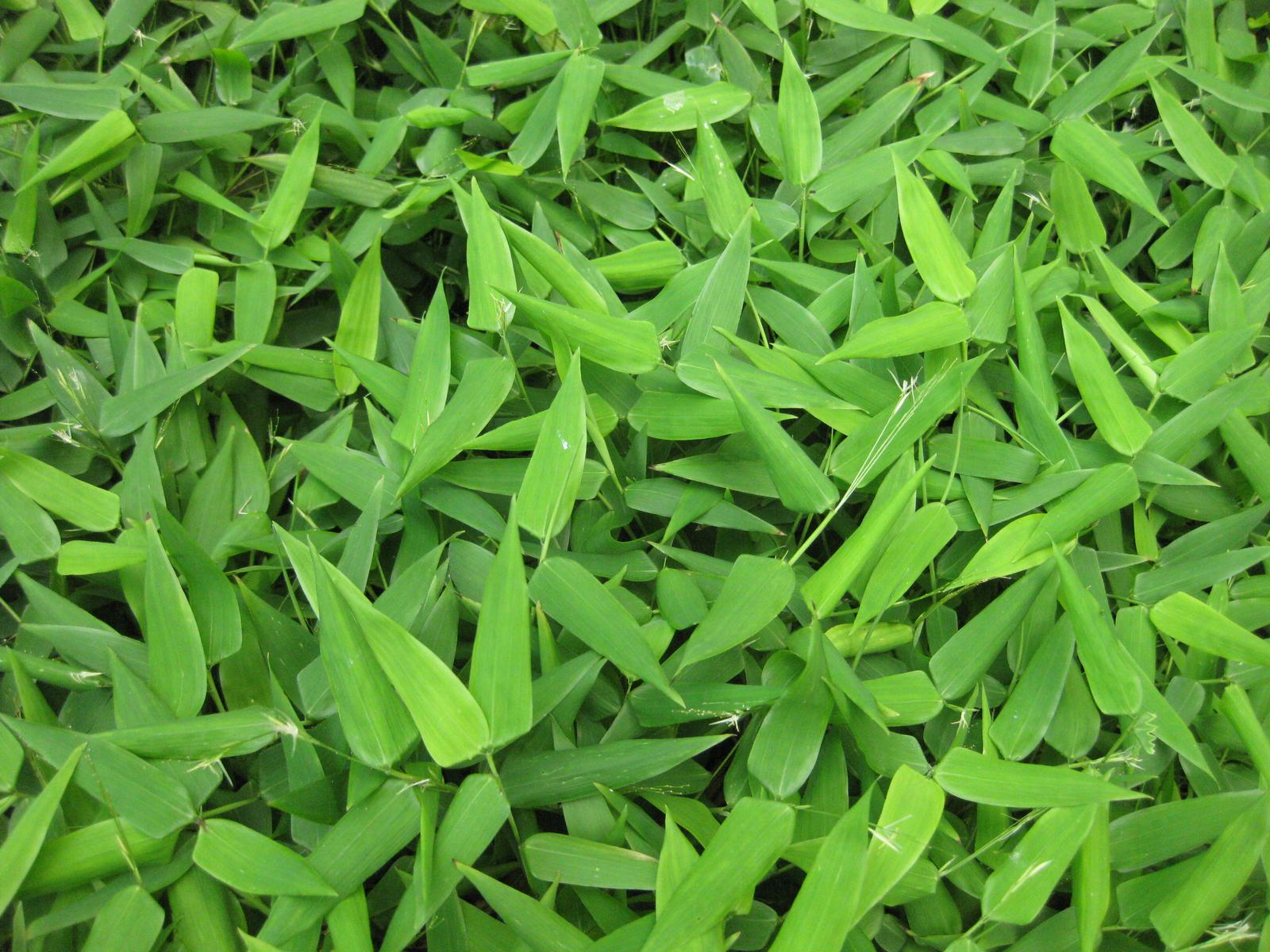
Lithachne
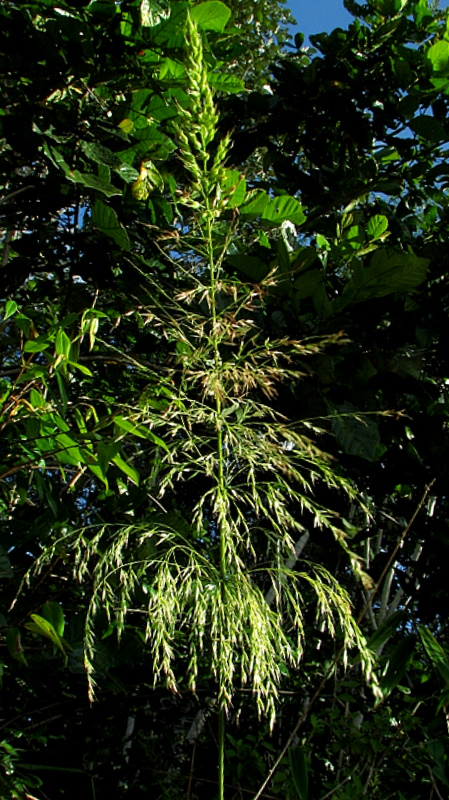
Parodiolyra micrantha
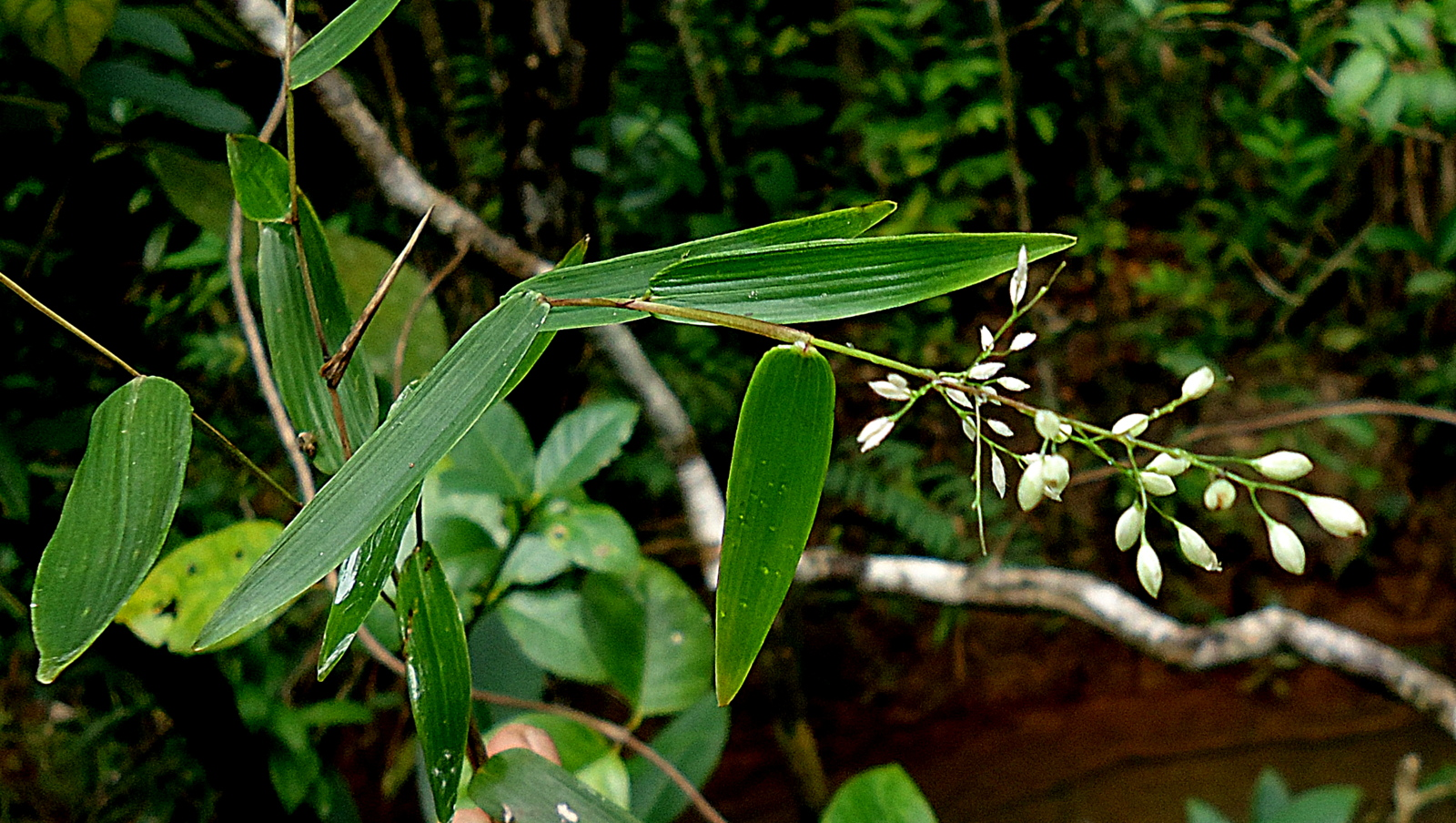
Parodiolyra ramosissima